# Kultur in der DDR
Die Kultur in der DDR – mit den verschiedenen Erscheinungsformen der Alltagskultur, den Umgangsformen und Moden, der Sprache und den schönen Künsten – stand in den 40 Jahren des Bestehens der DDR in einem Spannungsfeld von staatlichen Vorgaben und individuellen Strebungen, von Kontinuität und Wandel. Die Kunstfreiheit war in der DDR nicht gewährleistet (siehe auch Literaturpolitik der DDR). Inhalte und Formen der Kultur standen unter Kontrolle der SED und unterlagen der Zensur. Entgegen den offiziellen Vorgaben und Restriktionen entwickelten sich in der DDR jedoch einige vom Regime nicht wirksam zu unterbindende Subkulturen etwa mit künstlerischem, religiösem oder politischem Bezug.
Das von der DDR geförderte öffentliche Kulturleben war vorwiegend vom Kulturbund (KB), der Urania, dem Schriftstellerverband der DDR sowie dem ostdeutschen Zweig der internationalen Schriftstellervereinigung P.E.N., der Akademie der Künste, dem Verband der Journalisten, der Akademie der Wissenschaften, FDJ, Pionierorganisation, Gesellschaft für Sport und Technik, den Parteien, Gewerkschaften, Organisationen und Betrieben der DDR sowie von den staatlich gelenkten Kindergärten, Schulen und Universitäten organisiert.
Für eine selbständige Existenz als Künstler war eine Mitgliedschaft in einem der Berufsverbände erforderlich, wie z. B. Verband Bildender Künstler der DDR (VBK), Schriftstellerverband der DDR, Verband der Komponisten und Musikwissenschaftler der DDR. Die Aufnahme bzw. Ablehnung erfolgte durch Beschluss der Mitgliederversammlung, wobei sich die Bearbeitung eines entsprechenden Antrags lange hinziehen konnte. Existenzsichernd für viele Künstler waren die Auftragswerke durch gesellschaftliche Auftraggeber, das heißt Betriebe und Organisationen. Einige Großbetriebe besaßen eigene Sammlungen sozialistischer Kunst, so z. B. die Leuna-Werke mit ihrer Kunstsammlung.

## Rahmenbedingungen
Aufgabe der Kultur in der DDR war gemäß den Direktiven der SED die Förderung des Sozialismus. In Artikel 18 der DDR-Verfassung von 1968 hieß es:

„Die sozialistischen Nationalkultur gehört zu den Grundlagen der sozialistischen Gesellschaft. Die Deutsche Demokratische Republik fördert und schützt die sozialistische Kultur, die dem Frieden, dem Humanismus und der Entwicklung der sozialistischen Menschengemeinschaft dient. Sie bekämpft die imperialistische Unkultur, die der psychologischen Kriegführung und der Herabwürdigung des Menschen dient. Die sozialistische Gesellschaft fördert das kulturvolle Leben der Werktätigen, pflegt alle humanistischen Werte der nationalen Kulturerbes und der Weltkultur und entwickelt die sozialistische Nationalkultur als Sache des ganzen Volkes.“

Als orientierender Leitbegriff für jedwede künstlerische Betätigung diente der sozialistische Realismus. Welche Kunst diesem Anspruch genügte, hing von der jeweils aktuellen SED-Parteilinie und von den für Zulassungsfragen Zuständigen ab. Im besagten Verfassungsartikel hieß es dazu:

„Die Förderung der Künste, der künstlerischen Interessen und Fähigkeiten aller Werktätigen und die Verbreitung künstlerischer Werke und Leistungen sind Obliegenheiten des Staates und aller gesellschaftlichen Kräfte. Das künstlerische Schaffen beruht auf einer engen Verbindung der Kulturschaffenden mit dem Leben des Volkes.“

Eine solche Ausrichtung war im 5. Plenum des Zentralkomitees der SED vom 17. März 1951 von Otto Grotewohl bereits thematisiert worden: „Literatur und bildende Künste sind der Politik untergeordnet, aber es ist klar, dass sie einen starken Einfluss auf die Politik ausüben. Die Idee der Kunst muss der Marschrichtung des politischen Kampfes folgen.“
Die Regierung der DDR wollte offiziell allen DDR-Bürgern Zugang zum kulturellen und gesellschaftlichen Leben ermöglichen und laut Programm die Kinder und Jugendlichen zu allseitig gebildeten humanistisch und internationalistisch orientierten, friedliebenden „sozialistischen Persönlichkeiten“ erziehen. Diesem Ziel waren die politischen, ökonomischen und auch die kulturellen Aktivitäten verpflichtet, ähnlich wie in der UdSSR und anderen Ostblock-Staaten, wobei das Kulturleben in der UdSSR und die Kultur der Arbeiterbewegung der Zwischenkriegszeit in vielen Bereichen als Vorbild dienen sollten.

## Kulturelle Einrichtungen, Aktivitäten und Leitbilder im Alltag

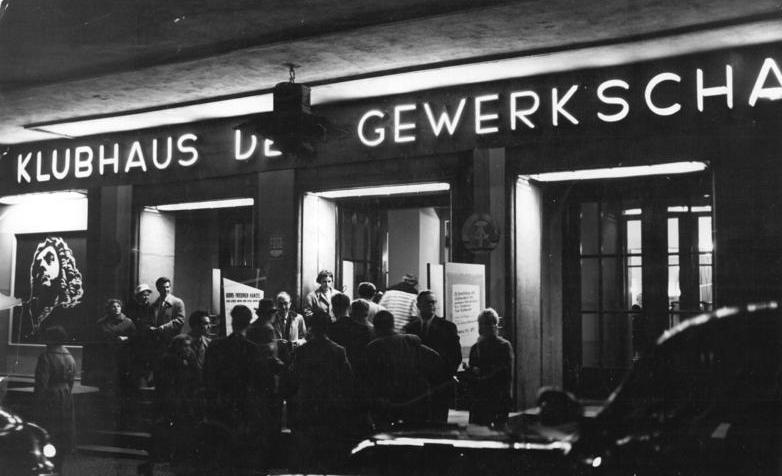
Klubhaus der Gewerkschaft in Halle (Saale) 1959

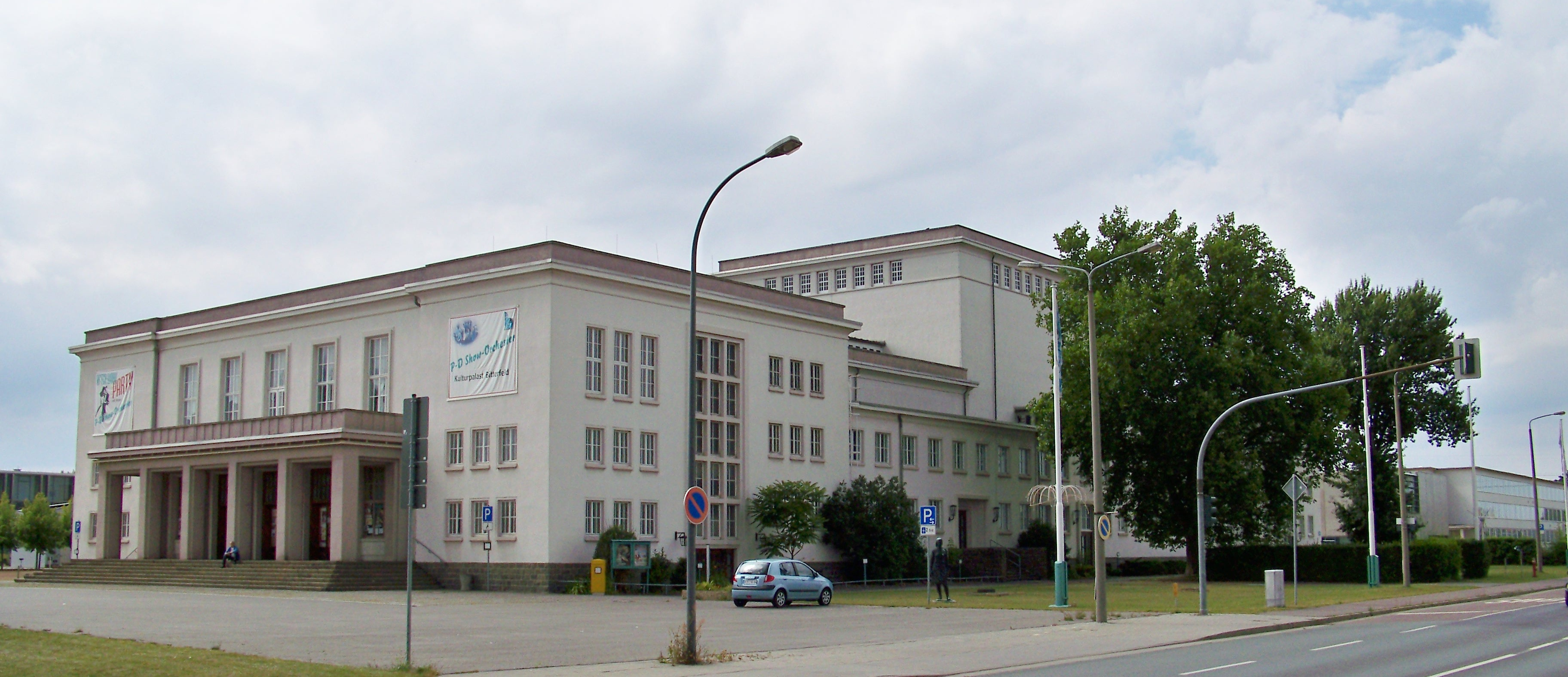
Kulturpalast Bitterfeld im neoklassizistischen Stil, erbaut 1954

In der DDR gab es zuletzt 18.118 Bibliotheken, 213 Theater, 719 Museen, 190 Musikschulen, 848 Klubhäuser, 594 FDJ-Jugendklubs, 56.000 ehrenamtliche geleitete Klubs, Jugendklubs und Klubs der Werktätigen.
Im Gegensatz zur Bundesrepublik Deutschland gab es in der DDR – wie teils auch in anderen realsozialistischen Staaten – Kulturhäuser und Pionierhäuser, Spartakiaden und Arbeiterfestspiele. Orientierungsfelder für Heranwachsende bestanden in der Jugendweihe mit den Jugendstunden, dem Verhaltenskodex der Jungpioniere, der Thälmannpioniere und FDJler. Zu den spezifischen Begriffen der DDR-Alltagskultur gehörten „Brigade“, „Subbotnik“, oder „Galerie der Freundschaft“. Zu den erwünschten Aktivitäten gehörten das Altpapier-Sammeln, die Teilnahme an staatlich organisierten Demonstrationen (Erster Mai, Tag der Befreiung, Tag der Republik etc.), an Olympiaden in Wissenschaften wie Mathematik, Chemie, Biologie, Geschichte oder in Russischer Sprache, an Ferienlagern und Ernteeinsätzen, am FDJ-Studienjahr und an ideologisch auf Parteilinie liegenden Wandzeitungen. Ständige Einrichtungen waren oder wurden der Fahnenappell und die Wehrerziehung (Wehrunterricht, Wehrlager, vormilitärische Ausbildung). In der Schule sorgte man für Betriebs-Patenschaften (Patenbrigade, Patenklasse), Pioniernachmittage, für Erziehung zum Internationalismus und zum „Einsatz für Frieden“, für Völkerfreundschaft und Deutsch-Sowjetische Freundschaft (DSF) und förderte die „antiimperialistische Solidarität“ sowie Solibasare. Zu den Lehrgegenständen gehörten der Sozialistische Wettbewerb („Straße der Besten“) sowie Plan und Planerfüllung (siehe Planwirtschaft). Obligatorische Schulfächer waren Staatsbürgerkunde, Produktive Arbeit (PA), Einführung in die sozialistische Produktion (ESP) und Russisch. Durchgängige Leitbildfunktion hatte die marxistisch-leninistische Geschichts- und Gesellschaftstheorie (wiederum nach dem Vorbild der UdSSR).

## Aspekte der Alltagskultur
Die Einwohner der DDR hatten ein vergleichsweise großes und vielfältiges kulturelles Angebot und nahmen recht aktiv am kulturellen Leben teil. Nicht zuletzt war dies den im Vergleich zu Bundesrepublik Deutschland sehr geringen Preisen für kulturelle Veranstaltungen, Güter und Leistungen zu verdanken, die durch Subventionen ermöglicht wurden. Insbesondere wurde das Angebot für Jugendliche möglichst attraktiv und umfangreich gestaltet, z. B. durch Jugendklubs, Diskotheken, außerschulische Veranstaltungen, Volkshochschulen, Arbeitsgemeinschaften, Sportgruppen, Sektionen der Gesellschaft für Sport und Technik, wo die Teilnahme zumeist kostenlos oder sehr preiswert war.
In leicht ironischer Wendung charakterisiert Stefan Wolle den Kulturbetrieb der DDR rückblickend als eine Diktatur der Texte: „Die Symbole der Bilder, die Töne der Musikstücke, Filmbilder, Fernsehgeflimmer oder das Spiel der Mimen waren wichtig, aber dem Text nachgeordnet. Maßgeblich war das Wort. Ganz oben stand das Wort der Klassiker, gefolgt von den Reden der Ersten Sekretäre und den Verlautbarungen der Partei. Es folgte das Wort der Parteiorgane und der anderen Tageszeitungen. Dann erst folgte das Dichterwort. Es galt als Waffe im Klassenkampf, als Produktivkraft in den Produktionsschlachten, als beispielgebend für die moralische Erziehung der Nation.“

### Kulturbetrieb fürs Arbeitskollektiv
Ein bevorzugter Wirkungsraum für Kulturvermittlung im offiziell so bezeichneten Arbeiter-und-Bauern-Staat DDR waren die betrieblichen Einrichtungen der diversen Produktions- und Dienstleistungsstandorte des Landes. Einen besonderen Akzent diesbezüglich setzte auf dem V. Parteitag der SED im Juli 1958 Walter Ulbricht mit der Parole, „die Trennung zwischen Kunst und Leben, die Entfremdung zwischen Künstler und Volk“ zu überwinden. Die in Staat und Wirtschaft bereits herrschende Arbeiterklasse müsse nun auch „die Höhen der Kultur stürmen und von ihnen Besitz ergreifen.“ Praktische Auswirkungen zeigte dies in der anfänglich mit beachtlichen Erfolgen verbundenen „Greif zur Feder, Kumpel!“-Bewegung: Hunderte von Zirkeln schreibender Arbeiter, zu denen sich später auch Angestellte sowie Lehrer und Schüler gesellten, produzierten Texte mit dem Fokus auf die je eigenen Interessenlagen, und zwar nicht als Schriftstellerindividuen, sondern kollektiv. Die daraus entstehenden Brigadetagebücher und Wandzeitungen konnten den staatlichen Organen zugleich Rückschlüsse auf die ideologische Zuverlässigkeit der Werktätigen liefern. Der auf ein Zusammenwirken von Schriftstellern und Werktätigen zielende Bitterfelder Weg wurde jedoch nur kurzzeitig verfolgt; zur alljährlichen Veranstaltung hingegen wurden die 1959 eingeführten und jeweils im Juni abgehaltenen Arbeiterfestspiele.
Zur innerbetrieblichen Alltagskultur gehörten Brigadeabende oder -feiern. Damit waren zum Teil gemeinsame Ausflüge, Theater- oder Konzertbesuche verbunden und mehr oder minder regelmäßigen Zusammenkünfte der Brigademitglieder zu einem „gemütlichen Abend“, der in Gegenwart teils auch der Ehepartner mit gemeinsamem Essen und Alkoholkonsum sowie Musik und Tanz verbunden war. Solche Brigadefeiern wurden aus Kollektivprämien bzw. aus der Brigadekasse finanziert und dienten gelegentlich auch Malern als Motiv.
Ebenfalls großteils im betrieblichen Kollektiv begangen wurde der Frauentag: Die jeweiligen Chefs brachten ein Prost „auf die werktätigen Frauen und Mütter“ aus, die zur Feier des Tages auch Anstecknadeln erhielten. „In den frühen DDR-Jahren gab es eine kleine Stoffblüte, in den späten hässliche Plasteblümchen. Dazu bekamen die Frauen in fast allen Institutionen, Betrieben und den LPGs ein kleines, dünn gewebtes Handtuch in schreiend bunten Farben und (oder auch nur) ein Stück mäßig duftende Seife, schlimmstenfalls mit Kölnisch Wasser komplettiert.“ Regina Mönch bestreitet in diesem Zusammenhang die Bedeutung der Frauengleichberechtigung in der DDR. Die Frauen hätten wie die Männer mindestens 40 Jahre gearbeitet, „Hunderttausende in drei Schichten, im Akkord, in giftigen Dämpfen oder – wie die Frauen der Wolfener Farbfilmproduktion – in völliger Dunkelheit.“ Ihre Löhne aber blieben weit hinter denen der Männer zurück; und daheim leisteten die berufstätigen Frauen bis zu 70 Prozent der Arbeiten im Haushalt.

### Architektur und Wohnverhältnisse
Wohnungsprobleme waren Kernthema im DDR-Alltag und mit oft abenteuerlichen Geschichten verbunden: „Sie berichteten vom Kampf mit den Ämtern, von Eingaben und Briefen an Honecker, von Husarenstückchen, Gebäudebesetzungen, Suchanzeigen, dubiosen Geschäftemachern, Ringtauschaktionen, miesen Tricks und erlaubten kleinen Kniffen.“ Noch 1989 befanden sich die Toiletten von mehr als einem Viertel aller Wohnungen im Treppenhaus und wurden häufig von mehreren Mietparteien genutzt.

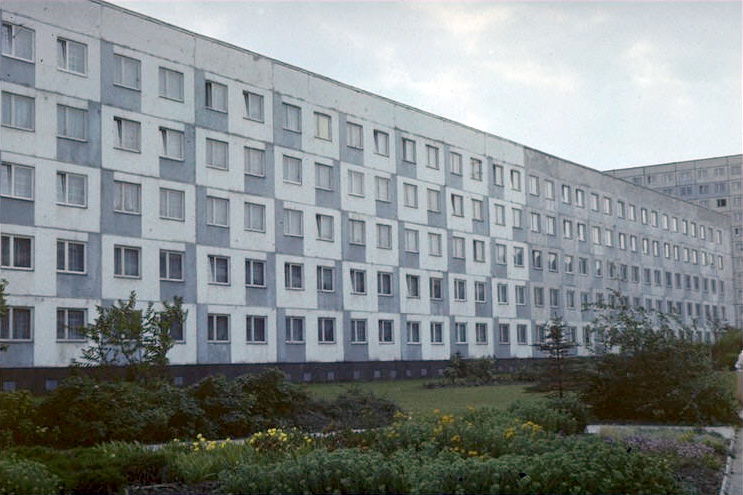
Plattenbau-Wohnblöcke in Halle-Neustadt um 1978

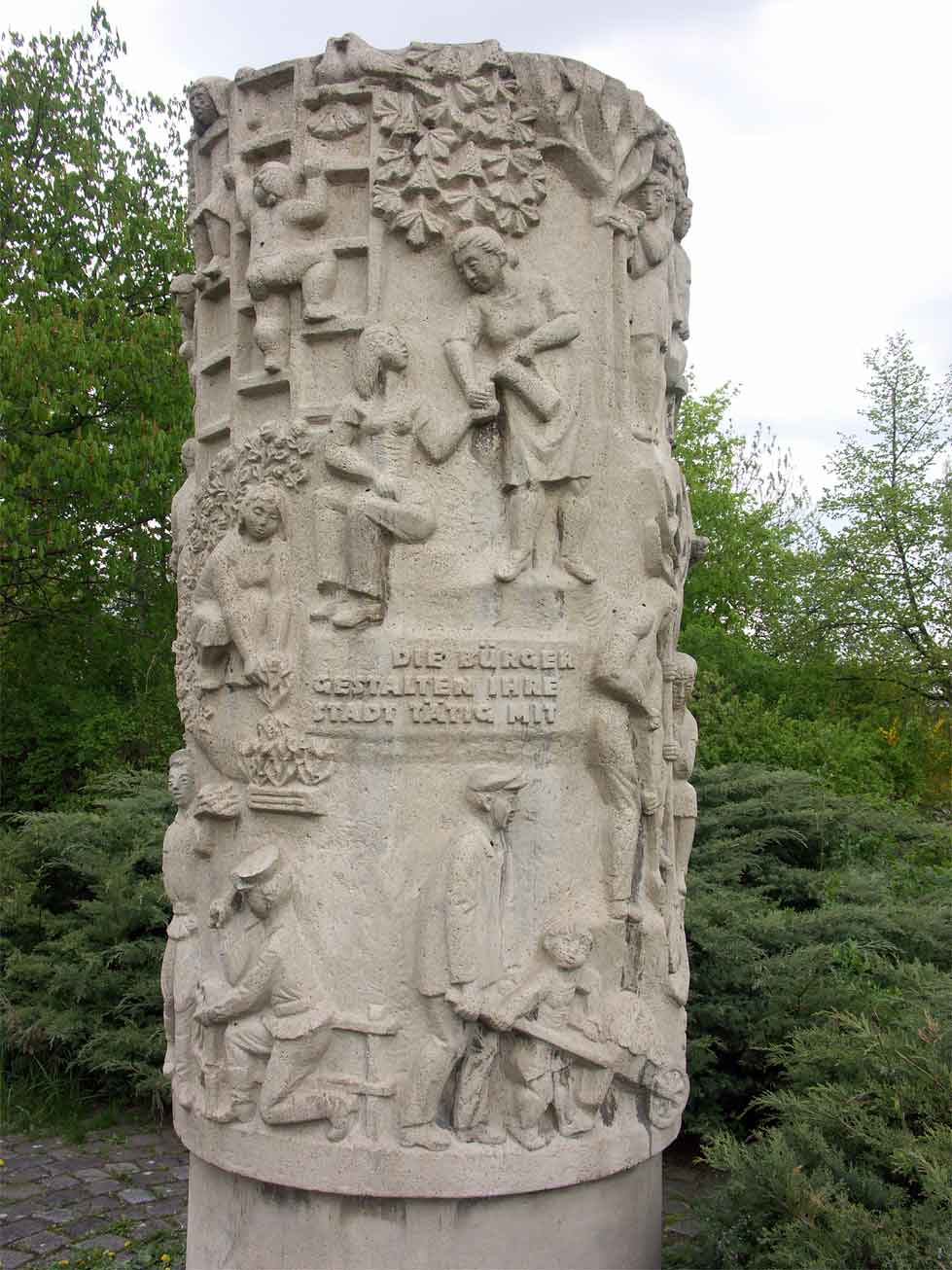
Hallenser exemplarisches Kunstobjekt: „Aufbauhelfer“ von Rudolf Hilscher 1975

Die 16 Grundsätze des Städtebaus vom Beginn der 1950er Jahre waren dem sozialistischen Klassizismus verpflichtet und zielten auf repräsentative Bauten in den Stadtzentren. Sie konnten dem Wohnungsmangel jedoch kaum abhelfen, und so setzte man für künftige Wohnraumbeschaffung auf rationellere industrielle Fertigung und konzentrierte sich fast ausschließlich auf den Plattenbau. Zum musterhaften Großprojekt diesbezüglich wurde die Errichtung des Chemiearbeiter-Komplexes Halle-Neustadt, geplant als sozialistische Stadt für zunächst 70.000 Menschen, die mit Ulbrichts Unterstützung ab 1964 gebaut und nach und nach ab 1965 bezogen wurde. Der Schwerpunkt lag auf Zwei- bzw. Dreiraumwohnungen, berechnet auf die Norm der Ein- oder Zwei-Kind-Familie. Mehr als 150 Werke bildender Kunst mit Natur- und Gegenwartsbezügen wurden installiert: das nationale Erbe zitierend, internationalistisch agitierend, die Errungenschaften des Sozialismus feiernd. Alle Einrichtungen des täglichen Bedarfs sollten in den Zentren der Wohnkomplexe auf kurzem Weg erreichbar sein. Vorgesorgt wurde für eine nominell einhundertprozentige Abdeckung mit Krippen- und Kindergartenplätzen, mit Schulen und einer Erweiterten Oberschule. Berufsschulen, Bibliotheken und Sportstätten wurden noch vor dem Stadtzentrum fertiggestellt.
Weitere bekannte Plattenbau-Großkomplexe entstanden u. a. in Hoyerswerda, Rostock-Lichtenhagen und Berlin-Marzahn. Nicht nur in der äußeren Quadergestalt, sondern auch beim Zuschnitt der Wohnungen und ihrer Ausstattung herrschte Gleichförmigkeit. „Fernheizung, Warmwasser, Bad, Innentoilette und fünf Quadratmeter große Einbauküchen mit Durchreiche galten als wohnkulturelle Errungenschaften – und das alles ohne nennenswerte Mehrkosten für Heizung und Wasserverbrauch sowie bei äußerst niedrigen Mieten von rund drei Prozent des Familieneinkommens.“ Die Standardgröße lag bei 55 Quadratmetern und zweieinhalb Zimmern für maximal vier Personen. Die soziale Durchmischung der Bewohner war Programm und Realität: Akademiker- und Arbeiterfamilien lebten in oft hellhörigen Wohneinheiten Wand an Wand als Nachbarn. An die Mieterpflichten gebundene Aktivitäten wurden zu Begegnungsanlässen, etwa wenn Hausgemeinschaften die Pflege der Grünanlagen vor dem Haus in „volkswirtschaftlicher Masseninitiative“ gemeinsam erledigten, wie Peter Ensikat berichtet: „Da harkte dann der Herr Professor den Rasen, und die Putzfrau, die neben ihm wohnte, pflanzte die Blumen, während der anonyme Alkoholiker Flaschenscherben aufsammelte. Nach so einem auch Subbotnik genannten Gemeinschaftserlebnis saß man dann oft zusammen im zwar selten geschmack-, aber immer liebevoll ausgestatteten Partykeller beim gemütlichen Hausgemeinschaftsfest.“
Die Wohnungsvergabe für solche Neubauwohnungen führte über einen Eintrag in die Liste der Wohnungssuchenden. Bevorzugt wurden Personen, die volkswirtschaftlich oder gesellschaftlich als wichtig eingeschätzt wurden und eine Familie gegründet hatten. Es wurde deshalb oft schnell und in frühem Alter geheiratet, um den Verhältnissen im eigenen Elternhaus zu entkommen. Späteres Scheidungsbegehren und eine damit einhergehende hohe Scheidungsrate führten mit der Zeit dazu, dass in den Neubaugebieten überproportional viele alleinstehende Frauen mit Kindern zu finden waren. Die Zufriedenheit mit den Wohnverhältnissen in den Plattenbauten war oft geteilt. Während die Neueinziehenden sich an der Verbesserung ihrer bisherigen Wohnverhältnisse erfreuten, wuchsen bei anderen mit den Jahren Kritik und Enttäuschung: Kinderzimmer, Bad und Küche wurden als zu klein empfunden; fehlender Abstellraum machte es schwierig, Ordnung zu halten. Von „Karnickelbuchten“, „Wohnsilos“ und „Arbeiterschließfächern“ war die Rede.

### Freizeit, Medien und Vereinswesen

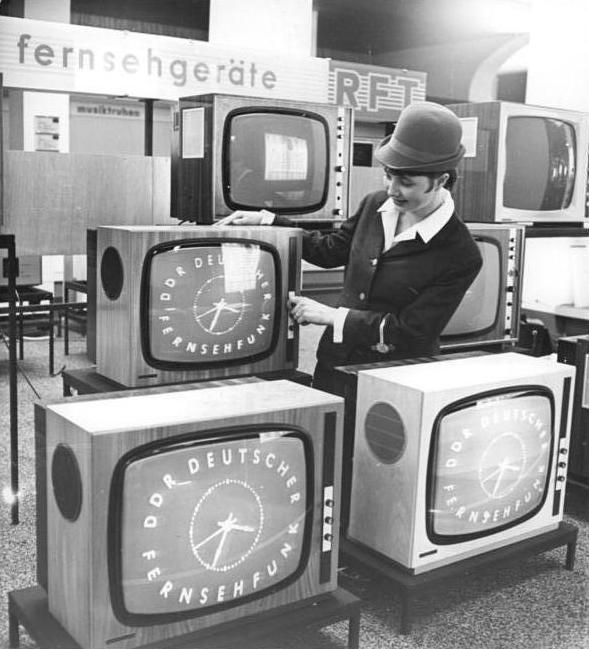
Deutscher Fernsehfunk (1968)

Die Freizeitaktivitäten der DDR-Bürger jenseits der beruflichen und gesellschaftlichen Verpflichtungen und neben den teils zeitaufwendigen Beschaffungsaktivitäten in Versorgungsengpasslagen waren auch kulturell vielfältig. Das zensierte, aber in hohen Auflagen zur Verfügung stehende Bücherangebot und das breite Netz öffentlicher Bibliotheken vermittelten den Eindruck eines Leselands. In den 1960er Jahren nahm die Ausstattung der Haushalte mit Fernsehgeräten rasch zu; seit 1969 wurde auch in Farbe gesendet. Es gab zwei staatliche Fernsehsender und mehrere staatliche Radiosender. Zu den beliebten Fernsehsendungen gehörten neben Sportwettkämpfen u. a. Außenseiter-Spitzenreiter, Ein Kessel Buntes, Willi Schwabes Rumpelkammer sowie für Kinder Das Sandmännchen und die Flimmerkiste. Mit Ausnahme der im „Tal der Ahnungslosen“ außerhalb der Senderreichweite Wohnenden hatte das Gros der DDR-Bevölkerung aber auch Zugang zu den in vieler Hinsicht attraktiveren Sendern des westdeutschen Fernsehens, die ihrerseits – oft kritisch – über die Verhältnisse in der DDR berichteten. Um die DDR-Gesellschaft historisch zu verstehen, meint Ilko-Sascha Kowalczuk, sei dieser Zusammenhang unerlässlich: „Kaum etwas anderes hat sie so geprägt und beeinflusst, wie die allabendliche Massenausreise via Knopfdruck.“
In der DDR konnten Vereinigungen und Klubs kaum von gleichgesinnten Privatpersonen gegründet und unterhalten werden, sondern beruhten auf Initiativen innerhalb der Massenorganisationen wie FDJ und Kulturbund und unterstanden einer engen staatlichen Kontrolle. Der Kulturbund beispielsweise förderte zahlreiche Arbeitsgruppen, Zirkel, Interessengemeinschaften und Vereine, wie für Philatelie, Ornithologie, Mineralogie, Ur- und Frühgeschichte (Archäologie), Heimatforschung, Schach, Numismatik, Kunst, Naturschutz, Modelleisenbahn, Esperanto. Schach wurde nach dem Vorbild der UdSSR besonders gefördert, und das Schachspiel galt als „echte Waffe gegen Kapitalismus und religiöse Verblendung“. Erfolgreichster Schachgroßmeister der DDR war der Dresdner Wolfgang Ullmann, der elfmal die DDR-Meisterschaften gewann, aber auch in der Weltelite über lange Jahre mithielt.

### Urlaubsgestaltung
Der Drang, die beengten Wohnverhältnisse in der Freizeit hinter sich zu lassen, war bei vielen DDR-Bürgern sehr ausgeprägt. Peter Ensikat, der nach eigenem Bekunden zwei Jahre in einem Plattenbau wohnte, skizzierte das Geschehen am Wochenende: „Am Freitagnachmittag musste ich meist lange auf den Fahrstuhl warten. Da machten sich die Familien, alle etwa zur selben Zeit, mit Sack und Pack, mit Kind und Kegel auf den Weg zu ihren Kleingärten, die man Datsche nannte. Am Sonntagabend kamen sie – wieder alle zur selben Zeit – zurück, und der Fahrstuhl war für mindestens eine Stunde blockiert.“
Die Nachfrage nach Tourismusangeboten in der DDR wurde nur unzulänglich befriedigt. Reisen in das westliche Ausland waren den meisten DDR-Bürgern – von „Reisekadern“ abgesehen – lange Zeit nicht möglich. Für das sozialistische Ausland gab es begrenzte Kontingente über das staatliche Reisebüro. Individualreisen erschwerte der Mangel an Unterkünften. Eine Ausnahme bildete der weit verbreitete Campingtourismus, bei dem das Platzangebot aber auch nicht ausreichte. Vor allem Jugendliche improvisierten diesbezüglich und nutzten Gelegenheiten zum meist geduldeten Schlafen unter freiem Himmel. Verbilligte Reisen für Jugendliche wurden vom Staat durch die Jugendtourist-Reisebüros und Jugendherbergen ermöglicht. Preiswerte Reisen bot auch der FDGB an. Viele staatliche Betriebe, Schulen und Kombinate finanzierten Ferienlager für die Kinder der Beschäftigten bzw. für die Schüler, in denen diese – bezüglich der Unterkunft – fast kostenlose Ferien verbringen konnten. Dafür musste jeder Betrieb einen Kultur- und Sozialfonds vorhalten.

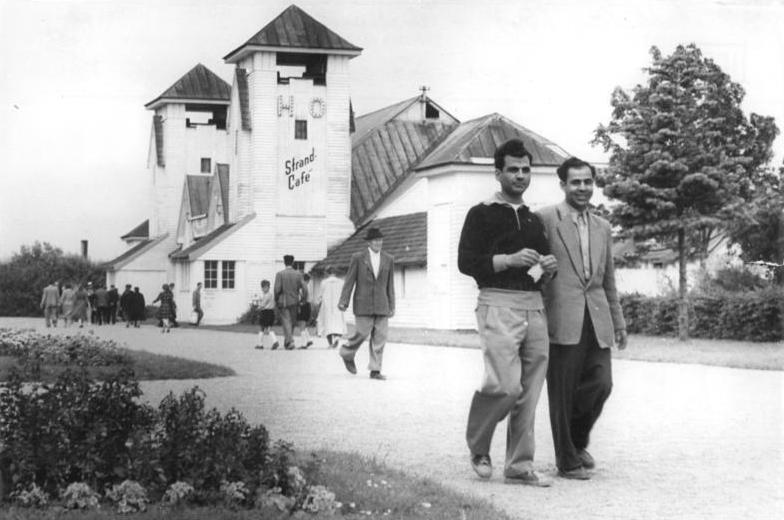
Ostseebad Heringsdorf 1956

Eine besondere Vorliebe hatten viele DDR-Bürger für den Ostsee-Urlaub, wo die „Ferienobjekte“ entsprechend begehrt waren. Im Jahr 1987 zum Beispiel verbrachten 1,4 Millionen DDR-Urlauber an den Stränden von Boltenhagen bis Ahlbeck. In den staatlichen Ferienheimen sollte – in Verbindung mit der „Reproduktion der Arbeitskraft“ – der Sozialismus erleb- und erfahrbar gemacht werden, etwa durch die Ausgestaltung mit sogenannten „Roten Ecken“ zum Gedenken an die Arbeiterbewegung, wobei bekannte Arbeiterführer als Namensgeber dienten. Ein entsprechendes Kulturprogramm sollte das sozialistische Bewusstsein der Urlaubenden fördern und ihnen Wertschätzung für ihre Leistungen bei der Planerfüllung vermitteln. Betriebsferienlager dienten für mehrwöchige Erholungsaufenthalte von Kindern und Jugendlichen.
Eine zahlreiche Anhängerschaft pflegte in der DDR die Freikörperkultur (FKK), nachdem ein 1954 ergangenes Verbot auf energischen Widerstand gestoßen und 1956 zurückgenommen worden war. Danach verbreitete sich FKK nicht nur an der gesamten Ostseeküste der DDR, sondern auch an den Binnenseen im Lande. Unter Erklärungsdruck standen laut Ilko-Sascha Kowalczuk in den 1970er- und 1980er-Jahren eher die mit Textilien Badenden als die Nudisten. „FKK ermöglichte in der DDR, was sonst gerade trotz aller Versprechen nicht gegeben war: Gleichheit aller. Der FKKler war als Staats- und Gesellschaftswesen nicht identifizierbar, er suchte nur Sonne, Spaß und Entspannung. Die Allgegenwärtigkeit des SED-Staates zerbrach am Strand der Nackten.“

### Gedenktage und Jugendweihe
Republikfeiern, Jubiläen und Gedenktage wurden von der SED-Führung regelmäßig mit beträchtlichem organisatorischen Aufwand begangen. „Die Beschwörung der Historie verlieh dem seiner selbst unsicheren Staatswesen den Anschein der Würde und Achtbarkeit“, so Stefan Wolle. Zum Karl-Marx-Jahr 1953 bescherte man „den überraschten Einwohnern von Chemnitz einen neuen Namenspatron, obwohl der bärtige Prophet aus Trier mit der sächsischen Industriestadt nicht das Geringste zu tun hatte.“ Anlässlich des 50. Jahrestages der Oktoberrevolution 1967 wurde „unter ausdrücklicher Berufung auf die legendären Schüsse des Panzerkreuzers Aurora das erste Goldbroiler-Restaurant in Ost-Berlin eröffnet.“ Weitere Großanlässe für entsprechende Gedenkfeiern waren u. a. das Luther-Jahr 1984, die Johann-Sebastian-Bach-Ehrung 1985, das 750-jährige Stadtjubiläum Berlins 1987 (das in friedlicher Konkurrenz und Koexistenz mit der westlichen Stadthälfte begangen wurde) und das für 1989 projektierte Thomas-Münzer-Jubiläum.

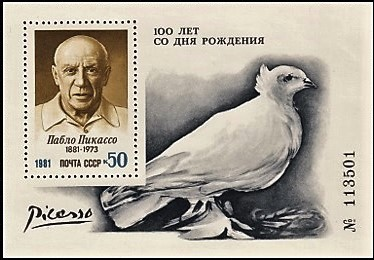
Sowjetische Briefmarke von 1981, die Picasso und seine Friedenstaube aus dem Jahr 1949 darstellt

Mit Militärparaden und Massenaufmärschen u. a. von Kampfgruppen der Arbeiterklasse und Mitgliedern der FDJ wurde jährlich der Republikgeburtstag begangen, so auch noch der 40. im Jahr 1989. „In den Straßen entlang der sogenannten Protokollstrecke und rund um die Paradestraßen gingen die Leiter der Hausgemeinschaften von Tür zu Tür, um säumige Bürger zu ermahnen, die Fahne aus dem Fenster zu hängen. […] Die S-Bahn-Züge, Straßenbahnen und Busse waren mit kleinen metallenen Fähnchen geschmückt. Rechts die Staatsflagge, links das rote Banner der Arbeiterbewegung.“
Das nächst der DDR-Nationalhymne meistgesungene Lied in den frühen Jahren der DDR – oft morgens vor Beginn des Schulunterrichts – war laut Stefan Wolle das von der „Kleinen weißen Friedenstaube“, bei deren Abbildung man auf Picasso zurückgriff: „Kleine weiße Friedenstaube, fliege übers Land; / Allen Menschen, groß und kleinen, bist du wohlbekannt. / Du sollst fliegen, Friedenstaube, allen sag es hier, / Daß nie wieder Krieg wir wollen, Frieden wollen wir. […]“
Ein Festtag mit politischen und privaten Zügen war die Jugendweihe, die im Frühling jeweils vor Abschluss des 8. Schuljahres stattfand. Man hatte sie 1954 als staatlich geförderte Alternative zur evangelischen Konfirmation und zur katholischen Firmung in der DDR durchgesetzt und als ein Element der antikirchlichen Propaganda zunächst mit großem Druck auf Schüler, Eltern, Lehrer und Schulleitungen vorangetrieben. Ab den 1960er Jahren gehörte die Jugendweihe, da eng mit Schule und FDJ verbunden, zum gängigen Bildungsweg fast aller. Lediglich engagierte Christen, namentlich in den christlichen Regionen des Erzgebirges und des Eichsfelds, verzichteten auf diese Feier. Die einjährige Vorbereitung auf die Jugendweihe war in monatlichen Jugendstunden im schulischen Rahmen zu vollziehen. Bestandteil der Feier, die in Gegenwart der dazu eingeladenen Angehörigen stattfand, war ein Gelöbnis der Jugendweihlinge, in dem sie sich u. a. zu ihrem Einsatz für die DDR, für den Sozialismus und den proletarischen Internationalismus zu bekennen hatten. An den offiziellen Teil schlossen sich die Feiern im Familien- und Freundeskreis an.
Weniger Erfolg als bei der Jugendweihe hatten die SED-Oberen mit ihrer – allerdings auch zurückhaltender betriebenen – Kampagne für die sozialistische Namensgebung, die an die Stelle der christlichen Taufe treten sollte, verbunden mit einem Bekenntnis der Eltern und ggf. Paten, die Sprösslinge im Geist des Sozialismus zu erziehen. Die 1958 lancierte Initiative, der kaum ein Viertel der Zielgruppe je folgte, stieß ab den 1970er Jahren nur noch auf eine erheblich geringere Resonanz.

### Umgang mit Religionen
In weltanschaulicher Hinsicht zählten Religion und Glaube – nach einem Wort von Karl Marx „das Opium des Volkes“ – für das SED-Regime zu den Relikten einer rückständigen Gesellschaftsordnung, die es zu überwinden galt. Das Bildungssystem in der DDR war auf die Erziehung zur sozialistischen Persönlichkeit ausgerichtet und forderte eine strenge Trennung von Staat und Kirche. Auch deshalb richtete sich die antikirchliche staatliche Repression besonders massiv gegen die Junge Gemeinde. Gleichwohl hatte man es 1950 in der DDR mit Bevölkerungsanteilen von 80,4 Prozent evangelischen und elf Prozent katholischen Christen zu tun, die für den Aufbau des Landes gebraucht wurde. Noch im einstelligen Prozentbereich lagen zu dieser Zeit die 1,2 Millionen Menschen, die angaben, keiner Konfession anzugehören. Im Jahr 1945 bereits hatte die Sowjetische Militäradministration in Deutschland (SMAD) Rücksichtnahmen gegenüber den christlichen Kirchen erkennen lassen, indem der kirchliche Grundbesitz nicht in die Bodenreform einbezogen worden war. Auch die Entnazifizierung ihrer Mitarbeiter überließ die SMAD den Kirchen selbst. Gegenüber kleineren Religionsgemeinschaften sah die SED aber wenig Anlass zur Schonung: Mindestens 12 von ihnen wurden verboten und ihre Mitglieder hart verfolgt.
Im Alltagsleben wurde das Säkularisierungsprogramm der SED auch über die erwähnten Beispiele Jugendweihe und sozialistische Namensgebung hinaus vorangetrieben. So stand zwar etwa das Weihnachtsfest zu keinem Zeitpunkt vor der Abschaffung; doch war man bemüht, es aus dem christlichen Kontext begrifflich zu lösen und zur Friedensweihnacht umzuwidmen. Weihnachtsfeiern wurden in Betrieben zur Jahresabschlussfeiern, das Weihnachtsgeld zur Jahresendprämie. Dass der Säkularisierungsprozess in der DDR tatsächlich fortschritt, zeigte die abnehmende Zahl der sich als konfessionell gebunden Bezeichnenden: 1989 waren es noch rund sechs Millionen, etwa ein Drittel der Gesellschaft.

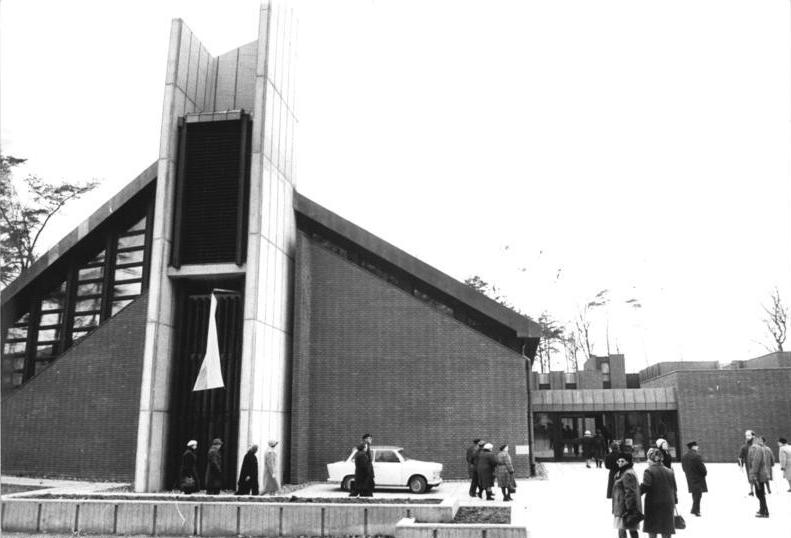
Das erste katholische Gemeindezentrum in einem Neubaugebiet Mecklenburgs (1983)

Die eigene prekäre Lage zwischen Duldung und gezielter Marginalisierung durch die DDR-Obrigkeit, die sich bis Mitte der 1980er Jahre in ständig abnehmenden kirchlichen Taufen, Eheschließungen, Konfirmationen und Bestattungen niederschlug, brachte der Bund der Evangelischen Kirchen in der DDR zwischenzeitlich auf die vieldeutige (und von den Beteiligten variabel ausgelegte) Formel „Kirche im Sozialismus“. Den Kirchenleitungen war überwiegend daran gelegen, durch Vermeidung von Konfrontation mit dem Staat zu erwirken, dass die Staatsführung die innerkirchliche Autonomie respektierte und Veranstaltungen wie Religionsunterricht, Gottesdienste, Kirchentage, Wallfahrten oder Jugendtreffen hinnahm. Da jedoch nicht alle Kirchenleute bereit waren, ein derartiges Stillhalteabkommen einzuhalten, verblieben innerkirchliche Spannungen.
Die anhaltende Sonderstellung der christlichen Kirchen in der DDR lag bis zum Schluss darin, dass sie die einzigen Großinstitutionen waren, die „eigenständig und unabhängig von der SED agieren konnten und zugleich als Institutionen über den Mauerbau hinaus gesamtdeutsch orientiert blieben“, heißt es bei Kowalczuk. „Die Kirchen wirkten wie Orte, die die Zeit überdauert hatten, wie Museen oder Architekturdenkmale, und der SED wäre es recht gewesen, wenn die Menschen sie nur als solche wahrgenommen hätten“, so Stefan Wolle. „Doch lange vor den Mahnwachen an den Türen und den stürmischen Protestveranstaltungen in den überfüllten Schiffen der Kirchen,  war jedermann klar, daß hier die Allmacht des Staates endete.“

## Kunst und Kunstschaffende

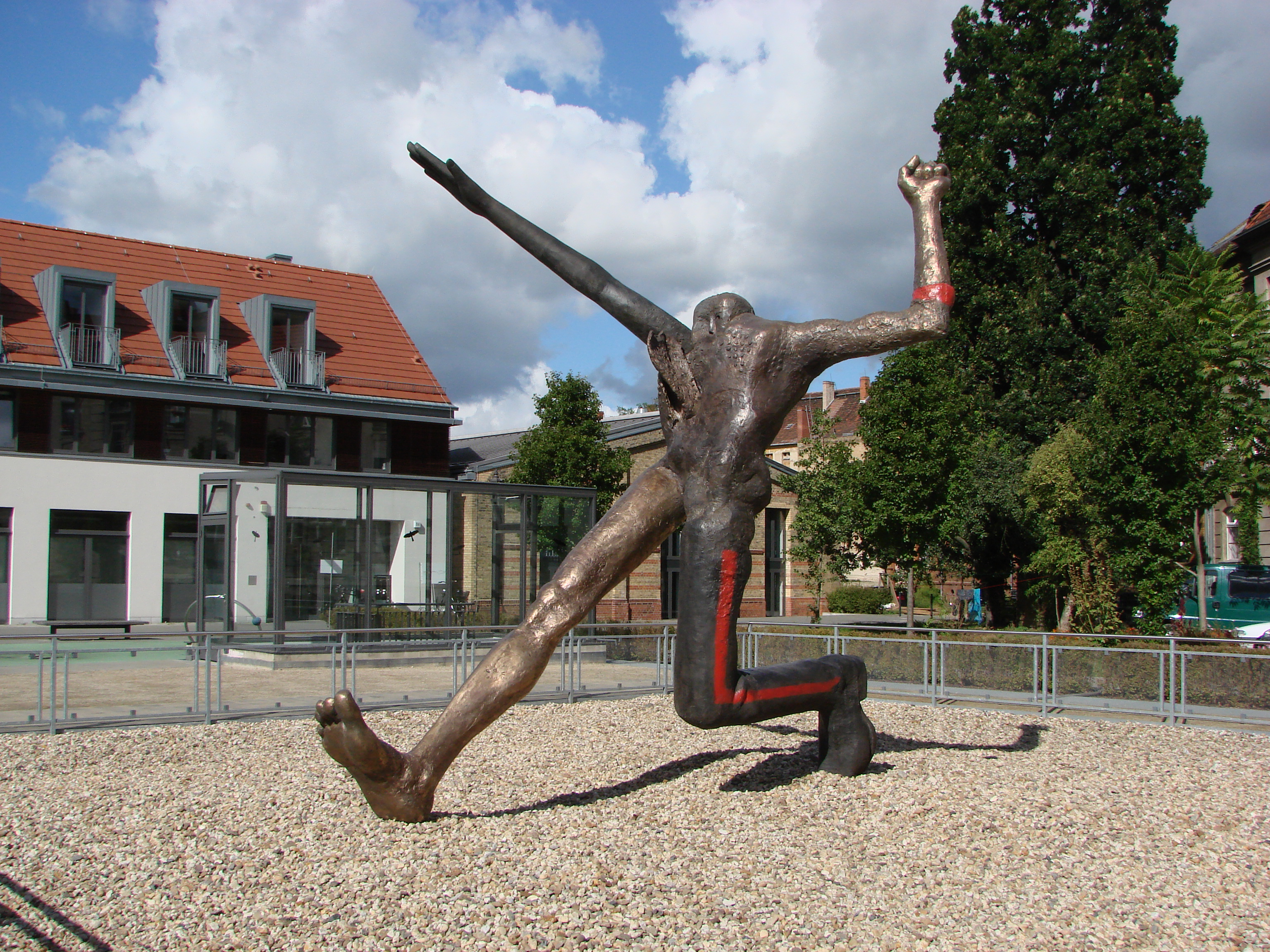
Bronzeskulptur Der Jahrhundertschritt von Wolfgang Mattheuer an ihrem früheren Standort, dem Hof des Kutschstalls in Potsdam

Das von der SED-Führung verordnete Leitbild für künstlerisches Schaffen in der DDR war der sozialistische Realismus. Davon abweichende Kunst in verschiedenen Stilrichtungen gab es zwar auch; doch wurde sie kaum gefördert. Die jeweils vorgegebene Parteilinie gab den von der Zensur abgesteckten Spielraum vor, innerhalb dessen Malerei, Bildhauerei, Schriftstellerei und Musik ihre Wirkung entfalten sollten. Viele künstlerisch Ambitionierte akzeptierten derartige Einschränkungen nicht, was in der Kunstszene der DDR neben latenten Spannungen auch zu Phasen steigenden Drucks und solche mit relativen Lockerungen führte. Ausgebildete Künstler, Maler, Schauspieler, Musiker, Architekten, Kunst- und Kulturwissenschaftler sowie Museumsmitarbeiter, die die Vorgaben beachteten, erhielten in der DDR ein gesichertes, staatlich finanziertes Einkommen.

### Vom antifaschistischen Kulturbund zum Bitterfelder Weg
Bereits unmittelbar nach dem Kriegsende stellte die Sowjetische Militäradministration in Deutschland (SMAD) in ihrer Besatzungszone die Weichen für ein neues Kulturleben. Vorgesehen war zunächst die Überwindung und Ablösung der NS-Relikte durch ein Bündnis von Antifaschisten und bürgerlicher Intelligenz. Per Verordnung der SMAD vom 13. Mai 1945 wurden „verdiente Gelehrte, Ingenieure, Kultur- und Kunstschaffende“ bei der Lebensmittelversorgung auf Karten mit „Schwerarbeitern und Arbeitern in gesundheitlichen Betrieben“ gleichgestellt.
Theater, Konzertbühnen und Museen wurden durch die sowjetische Administration gezielt für die Neuausrichtung des Kulturlebens eingesetzt. In Schwerin eröffnete schon am 29. Mai 1945 das Mecklenburgische Staatstheater. Pünktlich zu Goethes Geburtstag am 28. August 1945 öffnete in Weimar das Goethe Nationalmuseum. In Dresden trat am 1. Juli 1945 der Kreuzchor wieder auf. In Berlin wurde im wenig zerstörten Deutschen Theater am 7. September 1945 der in der Nazi-Zeit verfemte Klassiker Nathan der Weise von Lessing aufgeführt. Dieses Theaterhaus avancierte alsbald zur kulturellen Leitinstitution der SBZ und „wuchs damit gleichsam in die spätere Rolle eines Nationaltheaters der DDR (hinein).“
Im Juni wurde an einzelnen Berliner Schulen der Unterricht bereits wieder aufgenommen, in Westdeutschland dagegen teils erst nach über einem Jahr. Just einen Tag vor dem Eintreffen der Westalliierten in ihren Sektoren Berlins wurde am 3. Juli 1945 im Großen Sendesaal am Berliner Funkturm der „Kulturbund zur demokratischen Erneuerung Deutschlands“ gegründet.
Ab Oktober 1945 war der Kulturbund im Berliner Rundfunk auf Sendung, und ab Juli 1946 gab er die Wochenzeitschrift Sonntag für Kulturpolitik, Kunst und Unterhaltung heraus. Mit der Verbreitung dieser Medien wuchs die Mitgliederzahl des Kulturbunds rasch an auf über 45.000 im Juli 1946 und über 150.000 im Dezember 1949. Offenheit für künstlerische Ausdrucksformen der Moderne schien die Erste allgemeine Deutsche Kunstausstellung von August bis Oktober 1946 in Dresden zu signalisieren, in der u. a. Werke von Max Beckmann, Paul Klee, Käthe Kollwitz, Oskar Schlemmer und Karl Schmidt-Rottluff zu sehen waren. Dabei reagierte das Publikum auf den expressionistischen Teil der Ausstellung mehrheitlich ablehnend.
Zur kunst- und kulturpolitischen „Sendung“ der KPD führte Anton Ackermann vor der Gründung der SED im Februar 1946 aus: „Die Freiheit für den Wissenschaftler, die Wege der Forschung einzuschlagen, die er für richtig hält, die Freiheit für den Künstler, die Gestaltung der Form zu wählen, die er selbst für die einzig künstlerische hält, soll unangetastet bleiben. Was daher richtig oder falsch ist, darüber soll man nicht voreilig und laienhaft urteilen. […] Wenn aber irgendein Pseudokünstler herkommt, um Zoten über den Humanismus, die Freiheit und Demokratie oder über die Idee der Völkergemeinschaft zu reißen, dann soll er das ‚gesunde Volksempfinden‘ ebenso empfindlich spüren wie der Pseudowissenschaftler, der mit anderen, aber nicht weniger verwerflichen Mitteln dasselbe versuchen sollte. Hier sind die Grenzen der Freiheit gezogen, über die hinauszugehen den Tod aller Freiheit und Demokratie bedeuten würde.“
Im November 1948 leitete ein Artikel in der Täglichen Rundschau die Ausdehnung der sowjetischen Antiformalismus-Kampagne in der DDR ein, die den kunstpolitischen Diskurs für die folgenden fünf Jahre beherrschte und die DDR-Kulturpolitik nachhaltig prägte. Das Formalismus-Verdikt, das in der Sowjetunion zunächst speziell die neuere Musik etwa von Dmitri Schostakowitsch und Sergej Prokofjew betroffen hatte, wurde alsbald auf alle Kunstgattungen ausgedehnt. Im Januar 1951 wurden wiederum in der Täglichen Rundschau noch vorhandene „Tendenzen des Verfalls und der Zersetzung, des Mystizismus und Symbolismus“ sowie ein „vulgärer Naturalismus“ beklagt. Vom Ende der Malerei war die Rede mit Bezug auf „stereometrische Figuren, Linien, Punkte und anderen Unsinn in Würfelform“. Angeblich versteckten sich die Vertreter solch absurder Malerei teilweise hinter Picasso, der jedoch bekanntlich nicht wenige bedeutende Bilder im realistischen Stil gemalt habe, z. B. seine Taube als Friedenssymbol. Picassos formalistische Verrenkungen ständen dagegen für eine Vergeudung seiner außerordentlichen Begabung. Entartung und Zersetzung seien charakteristisch für eine „ins Grab steigende Gesellschaft“. Für eine aufsteigende Klasse hingegen gehe es darum, die Schönheit einer neu entstehenden Gesellschaftsordnung, „die neuen Beziehungen zwischen den Menschen und den neuen Menschen selbst darzustellen.“
Im ZK-Beschluss vom 17. März 1951 gegen Formalismus und Kosmopolitismus hieß es u. a.: „Das Zentralkomitee der Sozialistischen Einheitspartei hält die Zeit für gekommen, die Staatliche Kommission für Kunstangelegenheiten vorzubereiten, deren Hauptaufgabe die Anleitung der Arbeit der Theater, der staatlichen Einrichtungen für Musik, Tanz und Gesang, der Institute der bildenden Kunst und der Kunsthoch- und -fachschulen sein wird.“ Das Leben in seiner Aufwärtsbewegung darzustellen, werde den Kunstschaffenden am besten durch das Studium des Marxismus-Leninismus möglich.

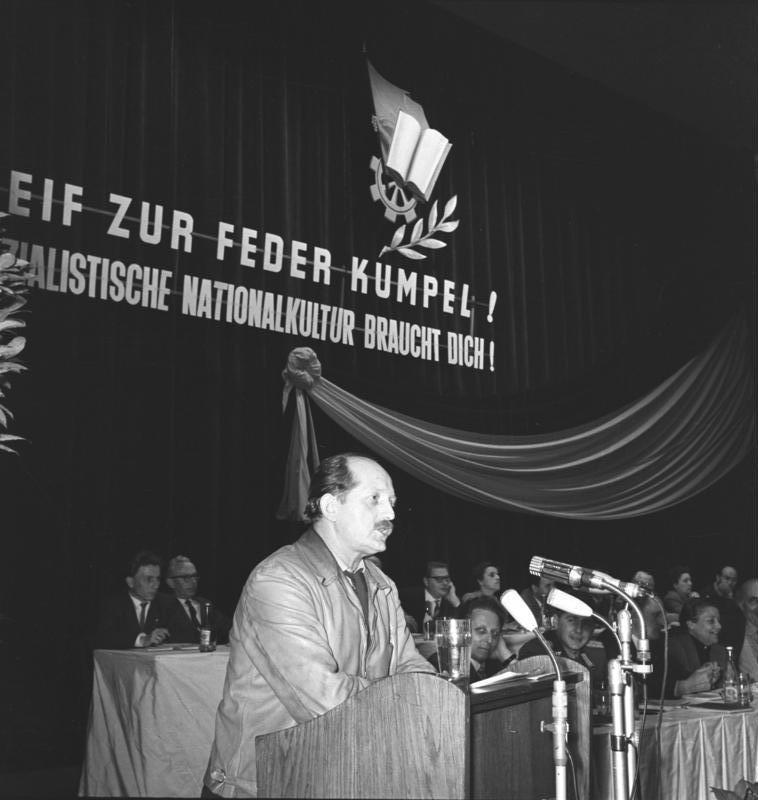
Erwin Strittmatter auf der ersten Bitterfelder Konferenz, 24. April 1959

Die Richtung, die DDR-Kunst und Kultur aus Sicht der SED-Führung hätte nehmen sollen, markierte programmatisch Walter Ulbricht in seiner Rede auf der ersten Bitterfelder Konferenz vor Schriftstellern, Brigaden der sozialistischen Arbeit und Kulturschaffenden im April 1959. Die Bitterfelder Chemiearbeiter entwickelten sich laut Ulbricht gerade zu den fortschrittlichsten Menschen, „zum Typ des sozialistischen Arbeiters“. Neben ihrer ständigen Weiterbildung in Fachbüchern beschäftigten sie sich in immer höherem Maße auch mit schöngeistiger Literatur. „Die Mitglieder der Brigaden der sozialistischen Arbeit erwerben sich nicht nur hohe Fachkenntnisse, sondern haben begonnen, die Höhen der Kultur zu erstürmen.“ Die Schriftsteller rief Ulbricht auf, die Lösung der großen Produktionsaufgaben in Zusammenarbeit mit Arbeitern und technischer Intelligenz zu studieren und auszuarbeiten.
Die im Nachgang zu dem Kongress als Bitterfelder Weg bezeichnete Orientierungsvorgabe bezweckte, das künstlerische und literarische Schaffen auf die Arbeitswelt festzulegen und künstlerische Potenzen unter Arbeitern und anderen Laien zu wecken. Doch die administrative Durchsetzung dieser Politik demolierte laut Hermann Raum alsbald nachhaltig den von vielen Künstlern zunächst positiv wahrgenommenen Ansatz. In der Gunst der SED-Führung stand beispielsweise der Maler Heinrich Witz, der seit Februar 1959 einen Vertrag mit der IG-Wismut hatte, in dem er sich verpflichtete, „die Bewegung der Werktätigen der SDAG Wismut bei ihrem Bestreben, sozialistische Gemeinschaften zu bilden, mit allen künstlerischen Mitteln zu unterstützen.“ Sein Honorar betrug monatlich 1000 Mark und sollte mit dem Ankauf von Gemälden verrechnet werden.
Ein alternativer Weg zur Schaffung eines Künstlerischen Volkskunstschaffens war ab den 1960er Jahren die Schaffung von Bezirkskulturakademien in den Bezirken, an ihnen bildeten berufene Künstlermentoren talentierte Laien akademisch in den Genres der bildenden und darstellenden Künste aus.

### Zwischen Mauerbau und Ulbrichts Entmachtung
Auf den Bitterfelder Weg machten sich eine Vielzahl von schreibenden Arbeiter-Kollektiven, Malzirkeln, Theater- und Kabarettgruppen, finanziell und organisatorisch gefördert von Betrieben, Gewerkschaften und Kulturinstitutionen. Der Bau der Berliner Mauer im August 1961 wurde auch von namhaften DDR-Intellektuellen wie Stephan Hermlin unterstützt. Gegen Heiner Müllers bald darauf uraufgeführte Komödie Die Umsiedlerin oder Das Leben auf dem Lande, die von der Kulturbürokratie als konterrevolutionär und antihumanistisch niedergemacht wurde, ging man mit aller Härte vor: Der Autor wurde aus dem Schriftstellerverband ausgeschlossen, der Regisseur B. K. Tragelehn für ein Jahr „zur Bewährung in die Produktion“ geschickt.
Kurz vor der zweiten Bitterfelder Konferenz im März 1964 distanzierte sich Franz Fühmann in einem Brief an den Kulturminister auf abgewogene Weise exemplarisch vom Bitterfelder Weg. Den von ihm erwarteten „Betriebsroman“ werde er nicht schreiben; dafür kenne er die Arbeiter trotz längerer Aufenthalte und „ersten schönen und tiefen Erlebnissen“ zu wenig: „Man geht in eine Brigade und noch in eine und noch in eine und noch – dabei kommt nicht viel heraus.“ Während der Veranstaltung selbst hielten der Bildhauer Fritz Cremer und der Maler Bernhard Heisig nicht vorgesehene Plädoyers für die Selbstverantwortung des Künstlers gegenüber anderweitigen Vorgaben. Diesbezügliche Debatten wurden jedoch von Parteikräften unterbunden und die Publikation der missliebigen Reden entgegen sonstigen Gepflogenheiten unterlassen. Doch weitgehend unbeirrt hielten danach die Vertreter der Leipziger Malerschule Heisig, Wolfgang Mattheuer und Werner Tübke ihren Kurs weg vom sozialistischen Idealismus hin zu Sinnbildern, Allegorien und hintergründiger Metaphorik unter Einbeziehung von Stilmitteln des Expressionismus und Verismus. Ein Forschungsbericht an das Kulturministerium sah darin den „Ausdruck einer gewachsenen Subjektivität“. Hermann Raum, der auf diesem Kongress des Künstlerverbands die SED-Sicht von der „reaktionären Klassengebundenheit“ der Gestaltungsmittel der Moderne zurückgewiesen hatte, meint im Rückblick, dass „die Wortführer der Macht“ sich „schnell und unauffällig“ einige der Kritiker-Thesen aneignen mussten, „um weiter mitreden zu können.“
Der Maler Willi Sitte andererseits schwenkte Mitte der 1960er Jahre ganz auf die SED-Vorgaben ein und gab die Auseinandersetzung mit Themen wie Lidice oder Stalingrad auf, um fortan – wie von Ulbricht schon 1948 von den Künstlern gefordert – den zukunftsorientierten Kampf um den Aufbau des Sozialismus zu unterstützen. Dafür beispielhaft stand Willi Sittes Gemälde Der Rufer (1964), „der mit dem Neuen Deutschland in der Hand den Betrachter nach dem Muster einer appellativen Agitpropkunst direkt anspricht.“ Für Hermann Raum setzte aber auch das Werk Sittes in den 1960er und 1970er Jahren „Maßstäbe für Themenvielfalt, Komplexität, neue Bildformen und Ausdruckssteigerung.“

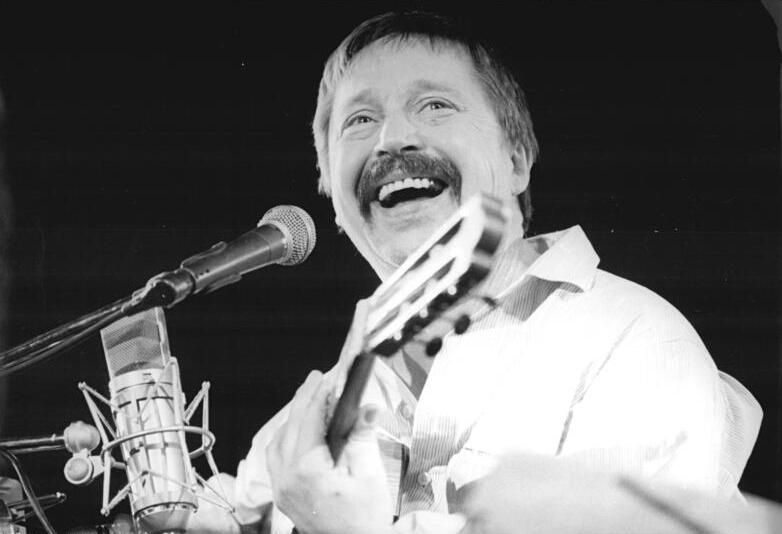
Wolf Biermann am 1. Dezember 1989 in Leipzig

Im Dezember 1965 wandte sich Erich Honecker für das SED-Politbüro gegen „dem Sozialismus fremde, schädliche Tendenzen und Auffassungen“ unter anderem in der DEFA-Filmkunst. „Die Wahrheit der gesellschaftlichen Entwicklung“, so Honecker, werde oft nicht erfasst. „Dem einzelnen stehen Kollektive und Leiter von Partei und Staat oftmals als kalte und fremde Macht gegenüber.“ Man sei selbstverständlich nicht gegen die Darstellung von Konflikten und Widersprüchen, wie sie beim Aufbau des Sozialismus aufträten. Wichtig sei „der parteiliche Standpunkt des Künstlers bei der politischen und ästhetischen Wertung der Wirklichkeit.“ Nicht hinnehmbar sei die Orientierung auf „die Summierung von Fehlern, Mängeln und Schwächen“ zwecks Weckung von Zweifeln gegenüber der Politik der DDR, wie sie etwa Wolf Biermann verbreite: „Mit seinen von gegnerischen Positionen geschriebenen zynischen Versen verrät Biermann nicht nur den Staat, der ihm seine hochqualifizierte Ausbildung ermöglichte, sondern auch Leben und Tod seines von den Faschisten ermordeten Vaters.“
Auf einer Linie mit Honeckers Filmkritik lagen Absetzung und Verbot des Films Spur der Steine 1966, der vom Kulturministerium zunächst als „besonders wertvoll“ eingestuft worden war und in 56 Kopien in die Kinos kommen sollte, nach Intervention des Leipziger SED-Chefs Paul Fröhlich aber verrissen wurde. Statt einer bereits druckfertigen positiven Besprechung erschien im Neuen Deutschland nun eine Besprechung, in der es hieß: „Mitglieder der Partei der Arbeiterklasse werden im Widerspruch zur Wirklichkeit fast ausnahmslos als unentschlossene Menschen oder Opportunisten geschildert, die hinter den Anforderungen des Lebens zurückbleiben und das Neue nicht erfassen. […] Der Film erfaßt nicht das Ethos, die politisch-moralische Kraft der Partei der Arbeiterklasse und der Ideen des Sozialismus, bringt aber dafür Szenen auf die Leinwand, die bei den Zuschauern mit Recht Empörung auslösten.“

### Lockerungen und Verhärtungen im Wechsel
Mit der teils im Zeichen einer Entspannung des Ost-West-Konflikts und des deutsch-deutschen Verhältnisses im Frühjahr 1971 vollzogenen Ablösung Ulbrichts durch Honecker an der Spitze von SED und DDR sollte auch kulturpolitisch ein Öffnungszeichen gesetzt werden. Auf dem VIII. Parteitag der SED im Juni 1971 umwarb Honecker Künstler und Schriftsteller mit der Versicherung, die Partei bringe „der schöpferischen Suche nach neuen Formen volles Verständnis entgegen.“ Er forderte dazu auf, mit den je eigenen Ausdrucksmitteln „auf die Prägung der sozialistischen Persönlichkeit unserer Zeit zu orientieren.“ Anlässlich der 4. ZK-Tagung im Dezember desselben Jahres legte Honecker nach: „Wenn man von der festen Position des Sozialismus ausgeht, kann es meines Erachtens auf dem Gebiet der Kunst und Literatur keine Tabus geben. Das betrifft sowohl Fragen der inhaltlichen Gestaltung als auch des Stils – kurz gesagt: die Fragen dessen, was man künstlerische Meisterschaft nennt.“
Die damit in Aussicht gestellte und als Fortschritt wahrgenommene relative Lockerung endete jedoch spätestens mit der unvermittelten Ausbürgerung Wolf Biermanns im November 1976. Dieser Fall war für Stefan Wolle die „Nagelprobe für Honeckers halbherzige Liberalisierungspolitik“. Dass Biermann sich stets als Marxist und Kommunist bekannte, habe ihn in den Augen der SED-Führung besonders gefährlich erscheinen lassen. Im Neuen Deutschland hieß es zur Begründung der Ausbürgerung, Biermann habe in seinem Kölner Konzert mit Hass, Verleumdungen und Beleidigungen „gegen unseren sozialistischen Staat und seine Bürger“ das Maß vollgemacht. Er habe die Treuepflicht gegenüber dem Staat, die mit der Staatsbürgerschaft verbunden sei, „bewußt und ständig verletzt.“

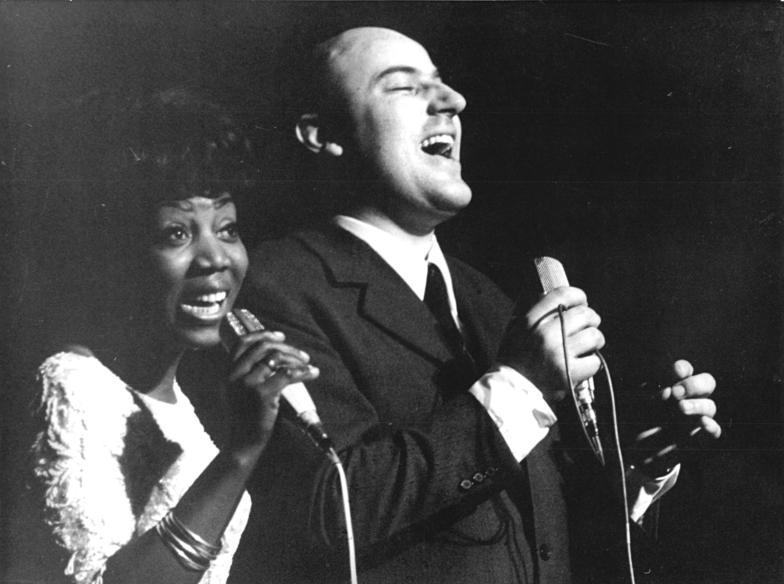
Manfred Krug im Duett mit Etta Cameron (1970)

Der gegen die Biermann-Ausbürgerung von zahlreichen Schriftstellern, Kunstschaffenden und Anhängern landesweit zum Ausdruck gebrachte Protest führte dazu, dass das SED-Regime wieder einmal die Bandbreite seiner Repressionsinstrumente in Stellung brachte – bis hin zu Inhaftierungen, die hauptsächlich weniger bekannte DDR-Bürger trafen. „Als die Sanktionen beendet waren, saßen die einen, die Unbekannten, in Gefängnissen, oder sie hatten beruflich und finanzielle Nachteile erlitten; die mehr oder weniger Prominenten aber hatten zum größten Teil lediglich ihre Ehrenämter verloren und wurden, soweit sie der Partei angehörten, von dieser für das gleiche Vergehen in unterschiedlicher Weise bestraft.“ Zu den Protestierenden, die danach keine Perspektive für sich in der DDR mehr sahen, gehörte der Schauspieler und Jazzmusiker Manfred Krug. Seinen Ausreiseantrag im April 1977 begründete er mit den schon seit langem aufgrund seiner Freundschaft zu Biermann erfahrenen Benachteiligungen, mit den unbegründeten Absagen seiner Auftritte und Engagements sowie mit gegen ihn gestreuten Verleumdungen. „Schmerzlich ist die durch solche Mittel erzielte Isolation. Erste Bekannte verzichten auf Besuche; bei der Auszahlung der Jahresendprämie wagten es in der DEFA unter Hundert noch fünf, mir die Hand zu geben; […] eine Berliner Staatsbürgerkundelehrerin sagt ihren Schülern, Schauspieler verkauften für Geld ihre Meinungen; […] auf einem Potsdamer Forum wird öffentlich geäußert, ich sei ein Staatsfeind und ein Verräter an der Arbeiterklasse. Das war ich nie und werde es nie sein.“ Für die SED stellte sich die Gewährung der Ausreise fortan als eine Möglichkeit dar, sich prominenter Kritiker von innerhalb zu entledigen. Obwohl auch vordem schon einzelne Künstler die DDR in Richtung Westen verlassen hatten, wurde dies nun bis zum Ende des Staates zur ständigen Praxis.
Das staatlicherseits erwartete und geförderte betriebliche Kulturleben ging unterdessen seinen geregelten Gang, wie zum Beispiel der Kultur- und Bildungsplan der Gewerkschaftsgruppe Schlosserei im VEB Neptun-Werft Rostock aus dem Jahr 1970 erkennen lässt. Demnach sollten unter anderem ständig die „bedeutendsten Neuerscheinungen unserer sozialistischen Literatur sowie Werke der Weltliteratur und des klassischen Erbes“ vermittelt werden und „in diesem Jahr 90 Prozent unseres Kollektivs als ständige Leser“ gewonnen werden; interessante Aufführungen des Volkstheaters Rostock sollten gemeinsam und mit Ehefrauen besucht sowie eine Reihe von Kollegen für Dauerabonnements gewonnen werden; „Aussprachen über bedeutende Fernsehspiele und Filme werden Bestandteil unseres geistig-kulturellen Lebens sein. […] Anläßlich der öffentlichen Rechenschaftslegung über den ökonomisch-kulturellen Leistungsvergleich zwischen der Neptun-Werft und der Warnow-Werft werden sich die künstlerischen Talente unseres Kollektivs vorstellen. […] In unserem Brigade-Tagebuch werden wir über die Arbeit, das Leben und die Entwicklung unseres Kollektivs sowie der einzelnen Kollegen berichten.“
Das Liedgut der FDJ-Singeclubs – „Werkzeug beim sozialistischen Aufbau und Waffe im antiimperialistischen Kampf, Brücke der internationalen Solidarität und Spiegel unserer sozialistischen Menschlichkeit“ – spannte laut Beschluss des Zentralrats der FDJ vom 16. Februar 1978 einen weiten Bogen „vom leidenschaftlichen Bekenntnis zum realen Sozialismus bis zum selbstbewußten Anspruch an das Leben in all seiner Vielfalt. […] Wir besingen die Gastfreundschaft eines sibirischen Kolchos und die Arbeit an der Drushba-Trasse, die MPi Kalschnikow und die Unentbehrlichkeit der Lehrlinge, ‚10 böse Autofahrer‘ und ‚Ernas Kneipe‘. Und wir haben ganze Singeprogramme, Stücke und Kantaten, wie ‚Manne Klein‘ mit dem schönen Vaterlandslied, das ‚Integrationsprogramm‘, ‚Lehrer sein‘, das ‚Bauernkriegsprogramm‘, ‚Made in GDR‘ oder die ‚Liebesschicht‘. Die Lieder sind konkret geworden, vielschichtig und anspruchsvoll, so reich an Gedanken und Gefühlen wie unsere Gegenwart.“
Westliche Beat-, Pop- und Rockmusik war bei den DDR-Oberen in den 1960er Jahren noch weitgehend verpönt und wurde nur mit Auflagen zugelassen: 60 Prozent der öffentlich aufgeführten Musik mussten aus der DDR bzw. aus Osteuropa kommen, 40 Prozent durften Übernahmen aus dem Westen sein. Gleichwohl wurden Rock- und Blueskultur in den 1970er -80er Jahren zu einer Massenbewegung, der sich auch SED und FDJ nicht weiterhin verschließen konnten. Große Popularität in der DDR erlangten speziell die Puhdys, von denen einige Lieder wie Geh zu ihr, Wenn ein Mensch lebt oder Alt wie ein Baum Gemeingut wurden.

### Zwischen Selbstbehauptung, Aufbegehren und Ausreise
Prominente Kunstschaffende und Literaten in der DDR auf Parteilinie zu bringen, gelang der Kulturobrigkeit trotz Diversifizierung ihrer Einwirkungs- und Ausgrenzungsmittel zunehmend weniger. Sighard Gilles auf der VIII. Kunstausstellung in Dresden 1978/79 präsentiertes Diptychon Brigadefeier–Gerüstbauer lag zwar thematisch im klassischen Erwartungsspektrum von DDR-Kunst, löste aber gleichwohl Entrüstung aus, weil weder die in Alkohol getränkte Stimmungslage der dargestellten Brigadefeier noch die Bierbäuche schwitzender Gerüstbauer zu positiver Identifikation einluden, sondern in Tabuzonen eines dergestalt inakzeptablen sozialistischen Realismus vorstießen.
Nach zwei Jahrzehnten künstlerischer Auseinandersetzung insbesondere mit Aspekten der deutschen Teilung verließ Ralf Winkler, der unterdessen den Künstlernamen A. R. Penck angenommen hatte, im August 1980 „nach langem, zermürbendem Handgemenge mit der Kulturbürokratie“ die DDR. Sein Anspruch war es, Bilder zu malen, die als Signale funktionierten, losgelöst vom Maler und seinem Atelier. „Seine Strichmännchen sind für ihn Ausdruck eines bildlichen Denkens, Mittel zur Darstellung des Prozesshaften und Prinzipiellen einer Gesellschaft“, erläutert Eckhart Gillen. Mit seinem Kunstverständnis, das auf Analyse und Empirie setzte, frei von Schein und Illusion, sah er sich als Sozialist und Realist, wie noch seine letzten Schreiben an den Verband für Bildende Künste der DDR zeigten; doch statt Realismus und Analyse, so Gillen, „wollten die Funktionäre lieber Idealismus und den schönen Schein.“

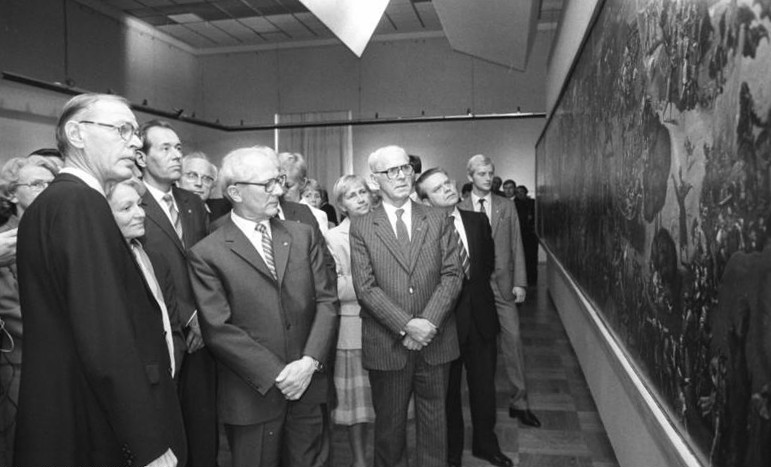
Tübke (links) erläutert 1982 im Albertinum die 1:10-Version des Bauernkriegspanoramas Mitgliedern des Politbüros

In der 1980 veröffentlichten Konzeption der IX. Kunstausstellung der DDR wurde neuerlich „eine noch deutlichere Ausprägung des kämpferischen Charakters unserer Kunst“ in Aussicht gestellt und „die Darstellung des Arbeiters im Produktionsprozess ebenso wie das Bild der Klasse im Dienst der sozialistischen Landesverteidigung.“ Die Eröffnung der Ausstellung im Oktober 1982 erwies laut Raum jedoch die „Unregierbarkeit“ der DDR-Kunstszene, da die ausstellenden Künstler die besagten Vorgaben weit mehrheitlich unbeachtet ließen. Auch Tübkes im Maßstab 1:10 präsentierter Entwurf des Riesen-Rundbilds für die Bauernkriegsgedenkstätte Bad Frankenhausen „forderte provokant das Bildungsniveau und Geschichtsverständnis der auftraggebenden Staatsfunktionäre heaus.“ Der vom Kulturministerium mit dem SED-Politbüro abgestimmte Auftrag zum Thema Frühbürgerliche Revolution war 1975 erteilt worden; die feierliche Eröffnung des Bauernkriegspanoramas am 14. September 1989 bildete „den Höhepunkt der vom Staat in Auftrag gegebenen Historienmalerei in der DDR und zugleich ihre ‚postmoderne‘ Infragestellung.“
Ebenfalls abgelöst von der parteioffiziellen deterministischen Lesart der Geschichte deutet Raum Wolfgang Mattheuers 1985 zuerst gezeigte Plastik Der Jahrhundertschritt: „Die disparate, in ihren Teilen auseinanderstrebende Welt, aggressiv und gefährdet, vorausschreitend, aber wohin?“ Am 7. Oktober 1988 erklärte Mattheuer seinen Parteiaustritt aus der SED. Er fühle Mitverantwortung „im Engen wie im Weiten“ und denke nicht daran, diese nach „oben“ zu delegieren, sich selbst zum Mitläufer zu entwerten. „Ich kann nicht jubeln und kann auch nicht ‚Ja‘ sagen, wo Trauer und Resignation, Mangel und Verfall, Korruption und Zynismus, wo bedenkenloser ausbeuterischer Industrialismus so hochprozentig das Leben niederdrücken und wo programmatisch jede Änderung heute und für die Zukunft ausgeschlossen wird.“

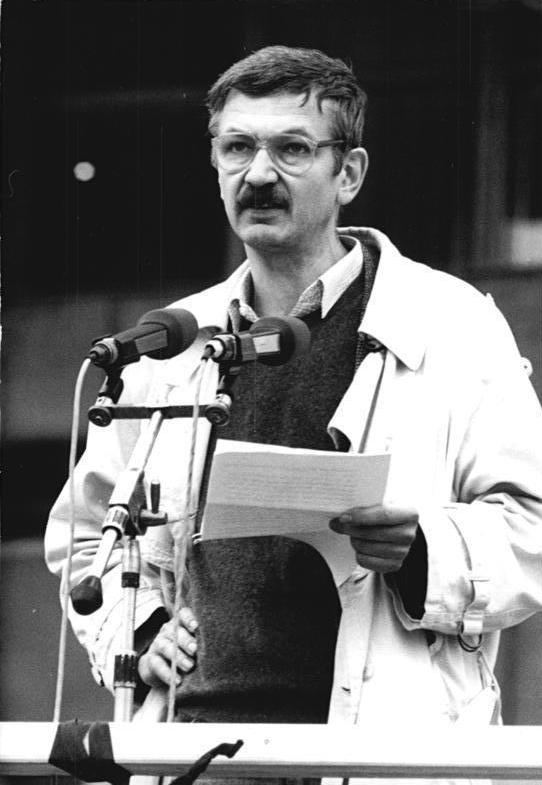
Hein spricht bei der Berliner Großdemonstration am 4. November 1989

Auf dem X. Schriftstellerkongress im November 1987 ging Christoph Hein die staatliche Zensur frontal an: „Die Zensur ist volksfeindlich. Sie ist ein Vergehen an der so oft genannten und gerühmten Weisheit des Volkes.“ Einen Beamten entscheiden zu lassen, was einem Volk bekömmlich, was unzumutbar sei, stehe für Anmaßung und den Übermut der Ämter. Mit der DDR-Verfassung sei Zensur unvereinbar und dem Ansehen der DDR schädlich.
Konflikte mit der Zensur kannte auch die Theaterszene. Das Berliner Ensemble unter der Leitung Bertolt Brechts und das Deutsche Theater waren die auch international bekannten Bühnen der DDR. In den 1980er Jahren verschafften sich auch Theaterleute mehr Freiräume gegenüber den Zensurbeauftragten, etwa indem sie über lange Jahre verbotene Stück zur Aufführung brachten. Nicht zufällig wurden Theater im Herbst 1989 zu Sammelpunkten kritischer Auseinandersetzung mit dem SED-Regime, sei es durch Engagements für Demonstrationen und Kundgebungen, sei es, indem politische Forderungen verlesen wurden oder öffentliche gesellschaftspolitische Diskussionen in Theatersälen stattfanden.
Ständige enge Begleitung durch Zensurbeauftragte und Mitarbeiter der Staatssicherheit erfuhr das professionelle Kabarett. 13 Berufskabaretts gab es zuletzt in der DDR, deren Ensembles zumeist aus gelernten Schauspielern bestanden. „Wer einmal engagiert war und sich nichts Gravierendes zuschulden kommen ließ, konnte Satirebeamter auf Lebenszeit werden. Und selbst wenn die Programme verboten wurden, die Gage lief weiter.“ Die von den örtlichen Parteistellen und staatlichen Kulturverwaltungen ausgeübte Zensur urteilte nicht strikt in derselben Weise: „Was in Berlin schon als reine Konterrevolution betrachtet wurde, konnte in Dresden oder Leipzig durchaus noch gestattet werden“, bezeugt Peter Ensikat im Rückblick und gibt Beispiele dafür, wie die Auseinandersetzung mit der Zensur zum Teil geführt wurde: „Manche Szene, von der man ahnte, dass sie sofort verboten würde, reichte man vorsichtshalber erst mal nicht ein und behauptete später, sie sei erst in letzter Minute entstanden und könne deshalb erst auf der Abnahme-Probe gezeigt werden. […] Da saßen im Zuschauerraum verbissen lauschende Kulturfunktionäre, die Angst hatten, einen feindlichen Satz zu überhören. Und auf der Bühne standen verunsicherte Kabarettisten, die besonders brisante Textstellen wegzunuscheln versuchten oder – wenn es sich um eine musikalische Nummer handelte – den einen oder anderen Tanzschritt einlegten, um vom bösen Text abzulenken.“ Das in einer bestimmten politischen Situation aus Sicht der SED-Oberen falsche Programm durchgehen zu lassen, konnte die Zensoren ihren Posten kosten. Neben den professionellen Kabaretts gab es aber noch Hunderte von Amateurkabaretts in Betrieben, Schulen und an Universitäten, die nicht in gleicher Weise streng überwacht werden konnten.

## Subkulturen in der DDR
Neben dem vom SED-Führungsanspruch und vom Wirken der Zensur erfassten, oft von staatlichen Aufträgen und Mitteln abhängigen Kulturbetrieb in der DDR gab es zunehmend künstlerische Betätigung, die sich nur in privaten Zirkeln organisierte und präsentierte. „Es wimmelte von Lyrikern, die noch nie ein Gedicht veröffentlicht hatten, von Malern, deren Bilder in keiner Ausstellung hingen“, schreibt Stefan Wolle, „von Philosophen, deren Gedanken im Verborgenen blühten, weil kein Verlag sie publizieren wollte. Ihrem Ruhm in der Szene tat dies keinen Abbruch – im Gegenteil. Es war ein Ausweis von Qualität, nirgends gedruckt zu sein, da die Zensur in ihren Augen nur Schwachsinn und Lügen passieren ließ.“ Auch in einfachsten Wohnverhältnissen habe sich niemand als gescheitert angesehen. Als armselige Versager galten in diesem Milieu vielmehr die im System Arrivierten. Eine Subkultur, die sich den Hierarchien und Mechanismen des DDR-Systems weitgehend verweigerte, gab es in den 1980er Jahren nicht nur in Berlin-Prenzlauer Berg. „Auch die verfallenen Abrißviertel der Dresdner Neustadt, im Leipziger Osten oder im Hallenser Stadtteil Giebichenstein avancierten zu Biotopen freibestimmten Lebens.“ Eine wichtige Bewegung der inoffiziellen Aktionskunst der DDR war die Auto-Perforations-Artistik.
Vielerorts, so Kowalczuk, der von einer „zweiten Kultur“ schreibt, habe es Lesungen in Privatwohnungen mit mehr als hundert Teilnehmern gegeben, dazu unabhängige Theater ohne feste Bühnen sowie Super-8-Filmkunstvorführungen. „Viele Unangepasste zogen in ländliche Gebiete, wo sie sich auf halbverfallenen Höfen niederließen.“

### Varianten von Jugendkultur
Neben der Literatur entwickelte sich vor allem in der Musik „eine subversive Gegenkraft zum offiziell Geförderten“, heißt es bei Kowalczuk. Wie im Westen gab es unter den Heranwachsenden in der DDR – mit gewisser zeitlicher Verzögerung – u. a. die Alternativbewegungen der Blueser- bzw. Kundenszene (die, wenn auch verändert, von der Hippie-Kultur beeinflusst wurde), Punks, Skinheads und der Popper, die als Unangepasste für das SED-Regime eine zu bekämpfende Provokation darstellten. Zwar bildeten diese Gruppierungen nur Minderheiten unter den DDR-Jugendlichen. Doch ihre zunehmend offene Ablehnung der DDR-Verhältnisse trug zur Schwächung des Systems bei. Laut Kowalczuk verlor der DDR-Sozialismus in den 1980er Jahren zunehmend die Jugend und damit seine Zukunftsbasis.
Ohne staatliche Prüfung und Spielerlaubnis („Pappe“) spielten Rock- und Punkmusiker wie auch Liedermacher in Kellern, Hinterhöfen und teils in Kirchen auf. Spielverbote umging man oft mit Umbenennungen und Pseudonymen. Dieser Szene gegenüber versagten die gängigen Mittel staatlicher Repression; zwar wurden auch in den 1980er Jahren noch Gefängnisurteile gegen Opponierende verhängt, doch ließ man die Unangepassten nun zumeist gewähren.

### Vielfältige Oppositionskultur
In mehr oder minder offener Opposition zu den Leitvorstellungen und Vorgaben der Staatspartei standen nicht nur eigenwillige Kunstschaffende, Literaten und die subkulturelle Musikszene, sondern auch Bürgerrechtsgruppierungen, die sich etwa mit Friedens-, der Frauen-, Menschenrechts- und Umweltproblemen befassten. Diese Gruppen standen unter intensiver Beobachtung durch die Staatssicherheit mit dem Ziel ihrer Zerschlagung. Sie fanden oft Rückhalt und Schutzräume in evangelischen Kirchengemeinden, die ihrerseits in einem prekären Verhältnis zur DDR-Staatsmacht standen.
Mittels Druck auf die Kirchenleitungen war die SED-Führung bemüht, die verschiedenen sich ausbreitenden oppositionellen Strömungen unter Kontrolle zu halten. Als sich jedoch abzeichnete, dass die Sowjetunion im Zeichen von Glasnost und Perestroika unter Gorbatschow die Unterdrückung der Opposition in der DDR nicht mehr mit eigenen militärischen Mitteln gewährleisten würde, gelangte das SED-Regime an sein Ende.

## Weitere Aspekte der DDR-Kultur im Überblick

### Frauen in der bildenden Kunst und Poetinnen
Als bildende Künstlerinnen betätigten sich u. a. Tina Bara, Sonja Eschefeld, Ruthild Hahne, Angela Hampel, Doris Kahane, Etha Richter, Mita Schamal, Cornelia Schleime, Gundula Schulze Eldowy, Anna Franziska Schwarzbach, Gabriele Stötzer, Karla Woisnitza und Doris Ziegler. Als Poetinnen in der DDR namhaft waren u. a. Annemarie Bostroem, Elke Erb, Sarah Kirsch und Gisela Steineckert.

### Auswahl von Sehenswürdigkeiten und Kunstwerken, die in der DDR entstanden
- Berlin:
  - Alexanderplatz mit Weltzeituhr und DDR-Prachtstraße Karl-Marx-Allee in Berlin
  - Berliner Fernsehturm
  - Friedrichstadt-Palast
  - Haus des Lehrers mit umlaufendem Fries aus 800.000 Mosaiksteinen; zählt als größtes Bildwerk Europas
  - Kulturpark im Plänterwald (später Spreepark genannt)
  - Museum für Deutsche Geschichte
  - Sport- und Erholungszentrum in Berlin (SEZ)
  - Tierpark Berlin
  - Zeiss-Großplanetarium
- „Am Strand“, Ölgemälde des Malers Walter Womacka
- Bauernkriegspanorama in Bad Frankenhausen von Werner Tübke
- Meeresmuseum mit Meeresaquarium in Stralsund
- Sowjetische Ehrenmale in vielen Orten
- Nationale Mahn- und Gedenkstätten in Buchenwald, Sachsenhausen, Ravensbrück
- Hochhaus der Karl-Marx-Universität Leipzig, Sportmuseum in Leipzig
- Verkehrsmuseum (1952/56), Heimat- und Palitzsch-Museum (1988), Centrum-Warenhaus, Kulturpalast, Zwinger und die fast vollständig von der DDR rekonstruierte Semperoper in Dresden
- Karl-Marx-Monument („Nischel“), Tierpark und Fernsehturm in Karl-Marx-Stadt
- Fernsehturm in Marlow
- Störtebeker-Festspiele auf Rügen
- Schifffahrtsmuseum, Teepott Warnemünde, Fernmeldeturm und Kunsthalle in Rostock
- Hyparschale in Magdeburg
- Ernst-Barlach-Gedenkstätten in Güstrow
- Bleiloch- und Rappbode-Talsperre
- Hochhaus der Wissenschaftler in Jena
- Fahrzeugmuseum, Kongress-Zentrum, Centrum-Warenhaus und Philharmonie in Suhl
- Architektur wie das Außenministerium der DDR, das Haus des Lehrers und großflächige Mosaiken, Fresken und Bilder auf vielen Wohn- und Zweckbauten
- DDR-Kunst im Stil des sozialistischen Realismus (Bernhard Heisig, Wolfgang Mattheuer, Willi Sitte, Werner Tübke, Walter Womacka etc.)
- verschiedenartige Neubauten, Denkmäler und Museen der DDR
- Kunstarchiv mit DDR-Auftragskunst in Beeskow
- „Flächendenkmal Wohnstadt des Hüttenwerks“ und Zwillingsschachtschleuse in Eisenhüttenstadt
- im Blaubuch verzeichnete Sehenswürdigkeiten
- Gleimhaus Halberstadt
- Lessing-Museum Kamenz
- Robert-Schumann-Haus Zwickau
- Theodor-Fontane-Archiv Potsdam
- Kurt-Weill-Zentrum Dessau
- Winckelmann-Museum Stendal
- Otto-Lilienthal-Museum Anklam
- Kurt-Tucholsky-Museum Rheinsberg
- Rochow-Museum Reckahn
- Ernst-Barlach-Museen Güstrow
- Kleist-Museum Frankfurt (Oder)
- Bachhaus Eisenach
- Mendelssohn-Haus Leipzig
- Lyonel-Feininger-Galerie Quedlinburg
- Gerhart-Hauptmann-Museum (Erkner)
- Heinrich-Schliemann-Museum Ankershagen
- Novalis-Museum Schloss Oberwiederstedt
- Forschungs- und Gedenkstätte Heinrich-Schütz-Haus Bad Köstritz
- Hans-Fallada-Haus Carwitz
- Karbe-Wagner-Archiv Neustrelitz
- Clara-Zetkin-Haus Birkenwerder
- Brandenburgische Kunstsammlungen Cottbus
- Museum Junge Kunst Frankfurt (Oder)
- Waldfriedhof Halbe
- Gedenkstätte Ruhlsdorf bei Großbeeren
- Antifaschistische Mahn- und Gedenkstätte in Lieberose
- Die Karl-Liebknecht-Gedenkstätte in der Justizvollzugsanstalt Luckau
- Gedenkstätte Seelower Höhen in Seelow
- ehemaliges Zuchthaus Brandenburg-Görden in Brandenburg an der Havel
- Schloss Cecilienhof in Potsdam (Ort des Potsdamer Abkommens)
- Geschichtspark Falkensee
- Museum des Todesmarsches im Belower Wald von Wittstock/Dosse
- Landesarchiv Brandenburg (gegr. 1949, 1951–1965 und wieder ab 1991 Brandenburgisches Landeshauptarchiv; 1965–1991 Staatsarchiv Potsdam)
- Brecht-Weigel-Haus in Buckow
- Gedenkstätte Erwin Strittmatter – Der Laden in Bohsdorf
- Friedrich-Ludwig-Jahn-Gedenkstätte, Lanz
- Friedrich-Wolf-Gedenkstätte Lehnitz
- Filmmuseum Potsdam im Marstall am Lustgarten
- weitere Museen im heutigen Bundesland Brandenburg
- Kulturhaus in Mestlin und Musterdorf Mestlin
- Slawendorf in Neustrelitz
- Museen in Mecklenburg

### Nicht mehr vorhandene Sehenswürdigkeiten
- Palast der Republik
- Pionierpalast „Ernst Thälmann“ und Pionierpark in Berlin (umgestaltet und in Teilen als FEZ noch vorhanden)
- Lenindenkmal auf dem ehemaligen Leninplatz in Berlin
- Fassade des Centrum-Warenhauses in Berlin-Mitte am Alexanderplatz, seit 2004 entfernt
- Großgaststätte Ahornblatt, Berlin-Mitte, Fischerinsel
- Ministerium für Auswärtige Angelegenheiten der DDR gegenüber dem Palast der Republik

### Kulturpolitische Ereignisse in der SBZ 1945
- 12. Mai mit dem Beschluss Nr. 64 des Kriegsrates der 1. Belorussischen Front sollen im Rahmen der Wiederherstellung kommunaler Einrichtungen auch Kinos und Theater wieder instand gesetzt werden.
- 13. Mai: Erste Radiosendung des Rundfunks in Berlin. Die Verantwortung für die Anfänge der Rundfunkarbeit wird an Fritz Erpenbeck, Otto Fischer, Matthäus Klein, Hans Mahle, Artur Mannbar und Erwin Willke übertragen. Am gleichen Tage findet das erste Kammerkonzert nach dem Kriege in Berlin statt.
- 15. Mai: Als erste Zeitung erscheint die Tägliche Rundschau, die von der SMAD herausgegeben wurde.
- 18. Mai: Erstes großes öffentliches Rundfunkkonzert im Funkhaus Masurenallee mit der IX. Sinfonie von Ludwig van Beethoven.
- 21. Mai: Die erste Nummer der Berliner Zeitung erscheint, von der Roten Armee herausgegeben. Am 20. Juni wird die Herausgabe der Zeitung dem Magistrat von Berlin übertragen.
- 29. Mai: Das Mecklenburgische Staatstheater Schwerin wiedereröffnet.
- 8. Juni: Erstes Konzert von Mitgliedern der Dresdner Philharmonie in Dresden-Strehlen unter der Leitung von Gerhart Wiesenhütter wurden Werke von Ludwig van Beethoven und Wolfgang Amadeus Mozart aufgeführt.
- 30. Juni Wiedereröffnung der 1925 gegründeten Palucca Schule Dresden, die ab 1. April verstaatlicht wurde und ab 11. Oktober 1951 in Palucca Schule Dresden, Fachschule für künstlerischen Tanz umbenannt wurde.
- 3. Juli: Gründungsversammlung des Kulturbundes zur „demokratischen Erneuerung Deutschlands“ in Berlin. Es sprachen: Bernhard Kellermann, Walter Schirmer, Paul Wegener, Pfarrer Lic. Otto Dilschneider, Max Vasmer, Johannes R. Becher. Auf der Versammlung wurde ein Manifest, Leitsätze und eine Satzung angenommen.
- 7. Juli: Als Zentralorgan der SPD erscheint die Zeitschrift „Das Volk“.
- 16. Juli: Richtlinien der Landesverwaltung Mecklenburg-Vorpommern zum Aufbau von Kultur- und Volksbildungsämtern in den Stadt- und Kreisverwaltungen.
- 24. Juli: Ehrung von Käthe Kollwitz. Eine Verordnung des Landesverwaltung Sachsen sieht eine Bildung einer Käthe-Kollwitz-Stiftung vor. Das Arbeitszimmer der Künstlerin wurde in das Käthe-Kollwitz-Museum in Moritzburg umgewandelt.
- 30. Juli: Gründung des Verlages „Neuer Weg“ der KPD, aus dem am 18. Juni 1946 durch Vereinigung mit dem Vorwärts-Verlag der SPD der Dietz Verlag Berlin hervorging.
- 8. August: Konstituierung des Präsidialrates des Kulturbundes. Präsident wird Johannes R. Becher, Vizepräsident Bernhard Kellermann und Carl Hofer. Mitglieder des Präsidialrates waren Bernhard Bennedik, Pfarrer Lic. Otto Dilschneider, Jürgen Fehling, Robert Holztmann, Herbert Jhering, Karlheinz Martin, Walter Schirmer, Renée Sintenis, Max Vasmer, Paul Wegener, Eduard von Winterstein. Als Generalsekretär wurde Heinz Willmann eingesetzt.
- 10. August: Beginn der Opernspielzeit der Staatsoper Dresden mit „Figaros Hochzeit“ von Mozart. Die musikalische Leitung hatte Joseph Keilberth.
- 12. August: Erstes gemeinsames Konzert der sorbischen Chöre mit dem Chor einer Einheit der Roten Armee in Bautzen.
- 17. August: Eröffnung des Berliner Friedrichstadtpalastes als Varietétheater, das am 1. September als Großvarieté „Friedrichstadtpalast“ wiedereröffnet wurde.
- 18. August: Gründung des Aufbau-Verlages in Berlin mit dem Mitbegründer Johannes R. Becher.
- 28. August: Wiedereröffnung des Goethe-Nationalmuseums in Weimar. Der Verlag Das Neue Berlin erhielt die Lizenzurkunde der SMAD.
- 7. September: Neueröffnung des Deutschen Theaters in Berlin mit Lessings Stück Nathan der Weise. Die Hauptrolle spielte Paul Wegener. Weitere Darsteller waren Gerda Müller, Aribert Wäscher und Eduard von Winterstein. Die Regie führte Fritz Wisten.
- 8. September: Erste Aufführung der Deutschen Staatsoper Berlin im Hause des ehemaligen Admiralspalasts mit Glucks Orpheus und Eurydike.
- 12. September: Zur Leitung von Schulen, Kinderheimen und -gärten sowie Lehranstalten des Kunstschaffens und der Museen, der Theater, Kinos und sonstigen Vorstellungen im wissenschaftlichen und kulturellen Bereich wird die Zentralverwaltung für Volksbildung eingerichtet. Zum Direktor wurde Paul Wandel berufen.
- 15. September: Inbetriebnahme des Leipziger Rundfunksenders.
- 16. September: Als erstes Berliner Museum nach Kriegsende öffnet das Naturkundemuseum wieder.
- 16. September: Die SMAD ordnet die Wiedereinrichtung der Deutschen Bücherei in Leipzig an.
- 16. September: Die SMAD befahl die Tilgung der NS-Literatur.
- 25. September: Befehl der SMAD zur Wiedereinrichtung und Tätigkeit von Kunsteinrichtungen.
- 28. September: Eröffnung des Operettentheaters „Metropol“ im ehemaligen Lichtspieltheater Colosseum in Berlin.
- September: Die Monatszeitschrift Aufbau des Kulturbundes erscheint. Erster Chefredakteur war Klaus Gysi.
- 1. Oktober: Entsprechend einer Anordnung der SMAD vom 13. September wird der Schulunterricht in der SBZ wieder aufgenommen.
- 1. Oktober: Gründung vom Henschelverlag Kunst und Gesellschaft in Berlin als Bühnenverlag durch Bruno Henschel. Am 1. Juli 1946 wurde er durch einen Buchverlag erweitert, der hauptsächlich Literatur über Theater, Film und bildende Kunst veröffentlichte.
- 2. Oktober: Mit dem Befehl Nr. 85 der SMAD erfolgt eine Erfassung der Museumswerte sowie zur Wiedereröffnung der Tätigkeiten der Museen.
- 12. Oktober: Gründung des Verlages Volk und Wissen in Berlin als zentraler Schulbuchverlag.
- 15. Oktober: Die Friedrich-Schiller-Universität Jena nimmt als erste deutsche Hochschule ihre Lehrtätigkeit wieder auf.
- Oktober–November: Käthe-Kollwitz-Gedächtnisausstellung in Berlin. Ernst Barlach Ausstellung in Rostock.
- 5. November: Gründung der ersten Volksbuchhandlungen.
- 11. November bis 30. November: Erste Ausstellung der Künstlergruppe „der ruf“ in Dresden mit dem Organisator Edmund Kesting.
- 24. November: Als erste deutsche wissenschaftliche Bibliothek gab die Deutsche Bücherei in Leipzig die Benutzung frei.
- 11. Dezember: Premiere der Tragödie „Hamlet“ von William Shakespeare im Deutschen Theater Berlin unter der Regie von Gustav von Wangenheim mit dem Hauptdarsteller Horst Caspar.
- 15. Dezember bis 15. Januar 1946: „Freie Künstler. Ausstellung Nr. 1“ wurde in Dresden gezeigt. 200 Gemälde, Grafiken und Plastiken wurden vorgestellt. Zu den Ausstellern gehörten u. a. Erich Fraaß, Bernhard Kretzschmar, Wilhelm Lachnit, Reinhold Langer, Wilhelm Rudolph und Paul Wilhelm.
- 24. Dezember: Die satirische Zeitschrift „Ulenspiegel“ erscheint. Sie wurde bis 1949 unter Herbert Sandberg und Günther Weisenborn im amerikanischen Sektor herausgegeben, bis 1950 nur Herbert Sandberg im sowjetischen Sektor.
- Dezember 1945 bis Januar 1946: Ausstellung bildender Künstler in Berlin.

### Kulturpolitische Ereignisse in der SBZ 1946
- 17. Januar bis 18. Januar: Tagung der Theaterfachleute von Sachsen in Dresden, wobei Herbert Gute über die Aufgaben des Theaters ein Referat hielt.
- 20. Januar bis 25. Februar: Die Universitäten in Berlin (20. Januar), Universität Halle-Wittenberg (1. Februar), Leipzig (5. Februar), Greifswald (15. Februar) und Rostock (25. Februar) sowie die Bergakademie Freiberg (8. Februar) nahmen ihre Lehrtätigkeiten wieder auf.
- 21. Januar: Der Verlag Die Wirtschaft nahm seine Tätigkeit auf.
- 22. Januar: Die Ausbildung an der Fachschule für Bibliothekare in Berlin begann mit dem ersten Kurzlehrgang.
- 23. Januar: Befehl der SMAD über die Eröffnung und Tätigkeit von Volkshochschulen.
- 28. Januar: Verband der Deutschen Presse als eine dem FDGB angeschlossene Organisation gegründet.
- 1. Februar: Die Satzung für Volksbüchereien wurde festgelegt.
- 12. Februar: Liste auszusondernder Bücher. Abteilung für Volksbildung im Magistrat der Stadt Berlin.[86]
- 12. Februar: Eine Verordnung der Landesverwaltung Sachsen zur Errichtung von Vorbereitungskursen für das Studium an den Hochschulen.
- 18. Februar: In die Filmtheater kam die erste Ausgabe der Wochenschau Der Augenzeuge.
- 9. März: Wiedereröffnung des Deutschen Hygiene-Museums in Dresden.
- 5. Mai: Mitteldeutscher Verlag in Halle (Saale) wurde gegründet.
- 8. Mai bis 12. Mai: Leipziger Friedensmesse, in deren Rahmen die erste Leipziger Buchmesse stattfand.
- 10. Mai: „Tag des freien Buches“ in Erinnerung an die Bücherverbrennung vom 10. Mai 1933.
- 13. Mai: Der Alliierte Kontrollrat ordnete die Einziehung von Literatur und Werken nationalsozialistischen und militaristischen Charakters an.
- 17. Mai: Die Deutsche Film AG (DEFA) wurde in Potsdam-Babelsberg gegründet.
- 19. Mai bis 30. Juni: Erste größere Kunstausstellung nach dem Zweiten Weltkrieg in Berlin im Zeughaus Unter den Linden von der Deutschen Verwaltung für Volksbildung veranstaltet.
- 25. Mai: Staatliche Hochschule für Musik in Weimar eröffnet (seit 22. Oktober 1956 Hochschule für Musik „Franz Liszt“ Weimar).
- 29. Mai: Erstaufführung des Stückes „Stürmischer Lebensabend“ von Leonid Rachmanow am Deutschen Theater Berlin. Die Regie führte Gustav von Wangenheim. Die Hauptdarsteller waren Gustaf Gründgens, Angelika Hurwicz, Gerda Müller und Paul Wegener.
- 31. Mai: Bekanntmachung der Landesverwaltung Sachsen bezüglich der Aufhebung der Lesegebühren in den Volksbüchereien.
- 9. Juni: Wiedereröffnung des Schumann-Museums im Städtischen Museum Zwickau. Als Gast der Eröffnungsfeierlichkeiten war das Staatliche Beethoven-Streichquartett aus Moskau anwesend.
- 14. Juni: Gründung des Leipziger Kommissions- und Großbuchhandels, aus dem sich der Großbuchhandel der DDR entwickelte.
- 18. Juni: Befehl Nr. 177 der SMAD zur Rückführung der Museumswerte und Wiedereröffnung der Museen.
- 23. Juni bis 31. August: 1. Ausstellung von Kunst aus dem Erzgebirge in Freiberg, die bis 1950 jährlich stattfand.
- Juni: Die Zeitschrift Die Weltbühne erscheint wieder zuerst halbmonatlich, ab 1948 wöchentlich.
- 1. Juli: Befehl der SMAD zur Wiedereröffnung der Deutschen Akademie der Wissenschaften zu Berlin, deren Tätigkeit am 1. August begann; der Verlag Technik und der Verlag für die Frau wurde gegründet.
- 6. Juli: Eröffnung des Zentralmuseums des Landes Sachsen. Im Schloss Pillnitz wurden Bestände der Dresdner Galerie Neue Meister und der deutschen Abteilung der Gemäldegalerie Alte Meister gezeigt.
- 7. Juli: Die kulturpolitische Wochenzeitung „Sonntag“ wurde vom Kulturbund herausgegeben.
- 12. Juli: Wiedereröffnung des Märkischen Museums als zweites Berliner Museum.
- Juli: Die Monatszeitschrift „Theater der Zeit“ erschien.
- 1. August: Die Deutsche Akademie der Wissenschaften (AdW) zu Berlin nahm ihre Tätigkeit wieder auf; der erste Sommerkurs der Palucca-Schule Dresden begann.
- 6. August: Der Börsenverein der Deutschen Buchhändler zu Leipzig nahm aufgrund einer Lizenz der SMAD vom 21. Juni seine Tätigkeit mit dem ersten Vorsteher Ernst Reclam wieder auf.
- 15. August: Die Bildung der Generalintendanz der Rundfunksender in der SBZ. Zum Generalintendanten wurde Hans Mahle berufen.
- 15. August bis 17. August: 1. Pädagogischer Kongress in Berlin.
- 25. August: Das 1834 in Leipzig gegründete „Börsenblatt für den Deutschen Buchhandel“ erschien wieder.
- 25. August bis 31. Oktober: I. Allgemeine Deutsche Kunstausstellung in Dresden. Erstmals nach dem Zweiten Weltkrieg werden etwa 600 Kunstwerke von 250 Künstlern aus Deutschland ausgestellt. 74.000 Besucher sahen die Ausstellung.
- 26. August: Der Club der Kulturschaffenden im Gebäude des ehemaligen Club von Berlin in der Jägerstraße wurde eröffnet.
- 30. August: Runderlass der Provinzialverwaltung der Mark Brandenburg zum Schutz von Kultur- und Kunstgut bei beschlagnahmtem und sequestriertem Eigentum.
- August – September: Leipziger Kunstausstellung im Naturkundemuseum Leipzig.
- 1. September: Wiedereröffnung der Weimarer Hochschule für Baukunst und Bildende Kunst mit dem Direktor Hermann Henselmann.
- 1. Oktober: Wiedereröffnung der Deutschen Staatsbibliothek in Berlin; Wiedereröffnung der Technischen Hochschule Dresden; Wiedereröffnung der Hochschule für Musik in Leipzig (seit 4. November 1968 Hochschule für Musik „Felix Mendelssohn Bartholdy“ Leipzig).
- 4. Oktober: Eröffnung der wiederaufgebauten Kammerspiele des Deutschen Theaters in Berlin mit dem Stück „Kapitän Brassbouds Bekehrung“ von George Bernard Shaw unter der Regie von Gustaf Gründgens und der Hauptdarstellerin Käthe Dorsch.
- 4. Oktober bis 6. Oktober: Erste Tagung der Bibliothekare in Berlin.
- 10. Oktober: Gründung des Allgemeinen Deutschen Nachrichtendienstes GmbH (ADN), der am 2. April 1953 durch eine Regierungsverordnung zum Staatlichen Nachrichtenbüro der DDR umgebildet wurde.
- 15. Oktober: Erster DEFA-Film „Die Mörder sind unter uns“ wurde aufgeführt. Die Regie führte Wolfgang Staudte; Hauptdarsteller waren Ernst Wilhelm Borchert, Hildegard Knef und Arno Paulsen.
- 26. Oktober bis 31. Oktober: Sächsischer Künstlerkongress in Dresden im Anschluss an die I. Deutsche Kunstausstellung. Vorträge zur Entwicklung des neuen Kunstentwicklung hielten Alexander Dymschitz, Ilja Fradkin, Hans Grundig, Herbert Gute und Sergei Tjulpanow.
- 27. Oktober bis 24. November: Ausstellung Berlin Künstler in Potsdam.
- Oktober: Erste nach 1945 veranstaltete Ausstellung von Künstlern aus dem Ausland in Berlin. Gezeigt wurden Werke der französischen Malerei des Impressionismus bis zur Gegenwart.
- 9. November: Theater der Jungen Welt in Leipzig eröffnet als erstes für die Schuljugend spielendes Theater in Deutschland; Wiedereröffnung des Lehrbetriebes an der Kunstschule Burg Giebichstein – Werkstätten der Stadt Halle.
- 10. November: Eröffnung des wiederaufgebauten Schillerhauses in Weimar.
- November: Gastspiel des sowjetischen Staatschores unter der Leitung von Alexander Sweschnikow.
- 9. Dezember: Der Verlag Neues Leben als Verlag der FDJ wurde gegründet.
- 19. Dezember: Eine Verlegerkonferenz in Berlin. Das Hauptreferat hielt Erich Weinert.
- 23. Dezember: Der Akademie-Verlag Berlin als Verlag der Akademie der Wissenschaften zu Berlin wurde gegründet.
- Dezember: Eine Ausstellung Lausitzer Künstler in Bautzen.
- Weiter Kunstausstellungen: Personalausstellungen von Heinrich Burkhardt, Hermann Glöckner und Hans Theo Richter.